# Electrische Museumtramlijn Amsterdam

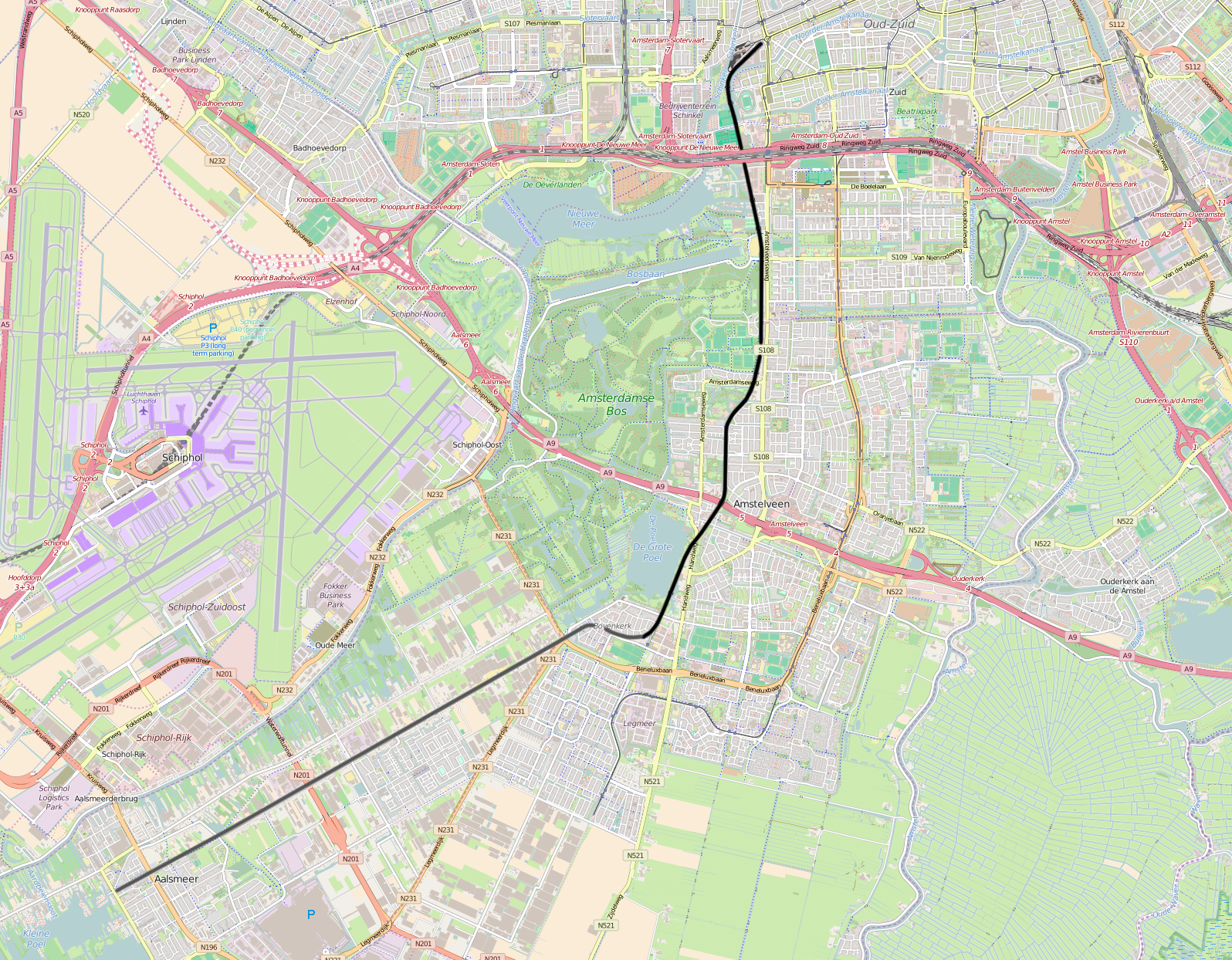
Route van de museumtramlijn langs het Amsterdamse Bos tussen Haarlemmermeerstation – Station Amstelveen en Bovenkerk, als onderdeel van de spoorlijn naar Aalsmeer (linksonder).

 Tramlijn 30 is een museumtramlijn in Amsterdam op de route: Haarlemmermeerstation – Jollenpad – Kalfjeslaan – Station Amstelveen – Station Bovenkerk.
De Electrische Museumtramlijn Amsterdam (EMA) is een lokaalspoorweg, die wordt bereden met historische elektrische trams tussen het Haarlemmermeerstation, Amstelveen en Bovenkerk en valt onder het besluit bijzondere spoorwegen. Dit is het laatst overgebleven deel van de vroegere Haarlemmermeerspoorlijnen. Het Haarlemmermeerstation is rijksmonument. Vanaf 26 mei 2020 staat de lokaalspoorlijn op de gemeentelijke monumentenlijst van Amstelveen, het Station Amstelveen en de voormalige personeelswoningen langs de lijn waren al eerder op de Amstelveense monumentenlijst geplaatst.

## Historie
Na opheffing van het goederenvervoer op het laatste functionerende deel van de Haarlemmermeerspoorlijnen, tussen Uithoorn en het Haarlemmermeerstation, in 1972, ontstond bij een aantal trambelangstellenden het idee om deze lijn te verbouwen tot een elektrische museumtramlijn. In 1975 verleende het Amsterdamse vervoerbedrijf GVB hulp. Het begin van de Museumtramlijn werd geopend op 20 september 1975.
Er was in Nederland behoefte aan een dergelijke museumtramlijn. Hoewel de Museumstoomtram Hoorn-Medemblik al bestond, was het op deze lijn niet mogelijk om met elektrische trams te rijden. Divers trammaterieel, opgeslagen in Hoorn, kon daardoor niet worden ingezet. Met een aparte tramlijn in Amsterdam was het ook niet nodig om een deel van de lijn van Hoorn naar Medemblik van bovenleiding te voorzien, waar aanvankelijk plannen voor bestonden. Op een terrein bij het Haarlemmermeerstation was een bedrijfsloods die als remise gebruikt kon worden. In februari 1974 werden de nog in Hoorn verblijvende Amsterdamse motorwagen en elf bijwagens overgebracht naar Amsterdam.
Met het oog op de viering van het 75-jarig bestaan van de Amsterdamse Gemeentetram en het 700-jarig bestaan van de stad Amsterdam verleende het GVB hulp en werd door de gemeente subsidie ter beschikking gesteld. De bovenleiding werd door het GVB aangelegd en betaald.

## Trams op een lokaalspoorweg
De lijn is een lokaalspoorweg. Dit is vooral te zien aan de tekens en signalering langs de lijn. De lijn is, zoals gebruikelijk bij spoorlijnen, opgedeeld in blokken en verantwoordelijkheidsgebieden. De beveiliging op de lijn gebeurt via een mobiele telefoonverbinding, waarbij iedere tram van de tramdienstleiding toestemming krijgt om een stuk lijn te berijden. Voor de tramdienstleider werd vanaf 1984 gebruikgemaakt van de 'Duiventil' achter het Haarlemmermeerstation, die van 1955 tot 1983 bij het Centraal Station stond.
Voor de dienst op de museumtramlijn worden oude elektrische trams ingezet uit Amsterdam, Den Haag, Rotterdam, Zeist, Groningen en Praag, waarvan de bouwjaren liggen tussen circa 1904 en 1960.
De museumtramdienst wordt geheel onderhouden door vrijwilligers van de vereniging Rijdend Electrisch Tram Museum (RETM). Behalve het exploiteren van de tramlijn wordt ook het onderhoud van spoorlijn en tram in eigen beheer gedaan. Sinds 2008 was er een eigen inspectieput in de werkplaats, waardoor ook wagenkeuringen in eigen beheer gedaan kunnen worden. Voorheen gebeurde dit in de Remise Havenstraat van het GVB Amsterdam.
De tramdienst wordt uitgevoerd tussen begin april en eind oktober op zondagen (en op tweede Paasdag en tweede Pinksterdag) van 11 tot 17 uur, waarbij er iedere 20 of 30 minuten wordt gereden. Buiten de normale dienst werden nog diverse themaritten gereden zoals Sinterklaas-, Kerst- en Oliebollenritten en 'Museumtram by Night'. Ook is het mogelijk om de trams te huren en om in de tram te trouwen, in Amsterdam of in Amstelveen.

## De lijn met uitbreidingen en inkrimpingen
De museumtramlijn werd geopend op 20 september 1975. In eerste instantie werd op een 1.200 meter lang deel van de lijn gereden tot aan de Ringweg Zuid (A10). In de volgende jaren werd de tramdienst geleidelijk verlengd, nadat de spoorlijn geschikt was gemaakt voor het rijden met elektrische trams. Hiertoe werd de lijn van bovenleiding voorzien en werden wisselplaatsen en halteperrons aangelegd. De stroomvoorziening liep via de Remise Havenstraat (en vanaf 1983 ook via het onderstation Kalfjeslaan).
Op 24 mei 1979 werd het Jollenpad bereikt, vanaf 28 mei 1981 ging de tram doorrijden naar de Kalfjeslaan, waarmee ook op enkele haltes bij het Amsterdamse Bos werd gestopt. Op 3 april 1983 kwam de verlenging naar het station Amstelveen in gebruik. De museumtramlijn bereikte hiermee een lengte van 5,7 kilometer. Voortaan werd een twintigminutendienst gereden met vijf trams(tellen). Op 5 april 1987 kwam de keerlus bij het Haarlemmermeerstation in gebruik. De laatste verlenging betrof die naar station Bovenkerk op 25 april 1997, waarmee de totale lengte op 7,2 kilometer kwam. Bij het eindpunt in Bovenkerk is een keerdriehoek aangelegd die het rijden met eenrichtingstrams mogelijk maakt.
In 2017 eindigde het rijseizoen wegens werkzaamheden aan het Piet Kranenbergpad bij de viaducten van de Ringweg Zuid zes weken eerder, op 10 september. Daarvoor in de plaats werden vanaf 17 september tot eind oktober op zondagen met twee trams acht ritten per dag gemaakt tussen het Haarlemmermeerstation en Artis. In het rijseizoen 2018 werd van april tot september gependeld tussen Haarlemmermeerstation en IJsbaanpad en werd er (weer) naar Artis gereden. Vanaf oktober 2018 werd er (na ruim een jaar) weer naar Amstelveen gereden. Dit jaar was het rijseizoen verlengd tot eind november. In 2020 startte het rijseizoen ruim drie maanden later dan gebruikelijk, na de vertraagde vernieuwing van het spoor ten noorden van de Kalfjeslaan, reed de tram weer op zondagen vanaf 19 juli, één keer per uur, alleen tot aan de Molenweg in Amstelveen. Vanaf 23 augustus werd er weer met een halfuurdienst doorgereden naar Bovenkerk. Op 14 oktober 2020 werd het rijseizoen voortijdig beëindigd wegens de coronacrisis.
In februari 2021 werd de museumtramlijn ten noorden van Station Amstelveen ter hoogte van de autosnelweg A9 onderbroken. Het viaduct van de museumtramlijn over de A9 moest verdwijnen voor de verbreding van de weg, die ter plaatse van het dorp Amstelveen in een tunnel komt te liggen. Na voltooiing hiervan krijgt de museumtramlijn hierover een nieuw tracé. In maart-april 2021 werd er een stukje dubbelspoor aangelegd ten noorden van de bouwput en dit dubbelspoor dienst als nieuwe wisselplaats en het eindpunt van de tramdienst gedurende de bouwwerkzaamheden. Station Amstelveen en Bovenkerk worden hierdoor voor een periode van circa vijf jaar niet bereikt. Vanaf de start van het rijseizoen 2021 op 13 juni 2021 werd een halfuurdienst gereden tot aan de Molenweg in Amstelveen; vanaf 4 juli 2021 wordt doorgereden naar de nieuwe wisselplaats Parklaan nabij de autosnelweg A9.
Vanwege sloop- en bouwwerkzaamheden op het Havenstraatterrein bij het Haarlemmermeerstation vertrok de laatste tram met passagiers vanaf het Haarlemmermeerstation op zondag 29 oktober 2023, de laatste dag van het rijseizoen. Het vertrekpunt van de museumtramlijn is vanaf 2024 een aantal jaren verplaatst naar het Jollenpad, waar in de zomer van 2024 een tijdelijke loods voor stalling van de trams is gebouwd. Gedurende de tijdelijke verplaatsing is er, op zondagen dat gereden wordt, een pendelbus tussen het Haarlemmermeerstation en het Jollenpad. Deze Pendelbus wordt ook gereden met museale bussen van stichting BRAM die het vervoer verzorgt.

## Bezienswaardigheden langs de lijn
Naast de stationsgebouwen (Haarlemmermeerstation en Station Amstelveen) staan er in Amstelveen nog een aantal wachterswoningen: aan de Kalfjeslaan, Karselaan, Handweg, Noorddammerlaan (Bovenkerk) en bij de keerdriehoek in Bovenkerk.

### Overgeplaatst uit Amsterdam
Voorts zijn er nog enkele objecten die voorheen elders in Amsterdam stonden, zoals de 'Duiventil' achter het Haarlemmermeerstation, die van 1955 tot 1983 tegenover het Amsterdamse Centraal Station stond en de 'Duiventil' bij de Van Nijenrodeweg, die vanaf de jaren vijftig tot de jaren tachtig op de brug van het Muntplein stond. Dit bouwwerk, in gebruik geweest bij de Amsterdamse verkeerspolitie, is een ontwerp van de bekende Amsterdamse School-architect Piet Kramer, waarvan ook een groot aantal bruggen in het Amsterdamse Bos is te vinden.
Sinds 2014 staat het originele beeld van de Amsterdamse Stedemaagd uit 1883 naast de halte Koenenkade van de museumtramlijn. Dit stond tot 2010 bij de ingang van het Vondelpark aan de Stadhouderskade, maar was sterk aan verval onderhevig en werd vervangen door een replica. Het oude beeld is na een grondige opknapbeurt op 18 juni 2014 op een sokkel geplaatst aan de Koenenkade, bij een ingang van het Amsterdamse Bos, vlak bij de grens met de gemeente Amstelveen.

## Woningbouwplannen Havenstraatterrein
Na jarenlang plannen maken besloot de gemeente Amsterdam in maart 2018 tot grootschalige woningbouw op het terrein achter het Haarlemmermeerstation, het 'Havenstraatterrein', daar waar sinds 1975 de Electrische Museumtramlijn Amsterdam is gevestigd. In het nieuwe, op 14 maart 2018 vastgestelde, bestemmingsplan was geen plaats ingeruimd voor een remise, en ook niet voor het stuk spoor langs de Havenstraat naar het huidige eindpunt bij het Haarlemmermeerstation. Vooral door dat laatste dreigde de exploitatie van de Electrische Museumtramlijn naar eigen zeggen onmogelijk te worden.
In het nieuwe bestemmingsplan werd wel een wijzigingsbevoegdheid opgenomen, wat betekende dat de gemeente gedurende een beperkte tijd alsnog delen van de woningbouwlocatie kon bestemmen voor de spoorlijn en/of een stallingsgebouw. Daarvoor moest wel een solide financieel plan worden overgelegd. Een petitie voor behoud van de lijn en de trams had half juni al meer dan 15.000 steunbetuigingen opgeleverd.
Op 27 maart 2019 heeft de Raad van State het bestemmingsplan voor de nieuw te bouwen woonwijk met 500 woningen op het Havenstraatterrein vernietigd. De gemeente had onvoldoende rekening gehouden met de belangen van de museumtramlijn.
Op 3 december 2021 werd, na tien jaar plannen maken, een overeenkomst gesloten tussen de Museumtramlijn en de gemeente Amsterdam over de bouw van een nieuwe tramloods en een nieuw tramtracé met keerlus op het Havenstraatterrein. Volgens de plannen zou het project uitgevoerd worden tussen 2023 en 2026.
De laatste tram met passagiers vertrok vanaf het Haarlemmermeerstation op zondag 29 oktober 2023, de laatste dag van het rijseizoen. Het vertrekpunt van de museumtramlijn wordt de komende jaren verplaatst naar het Jollenpad.
In maart 2024 werd het 'Havenstraatterrein' met hekken afgesloten als bouwterrein. De tramloods bij de Karperweg kreeg nog enkele maanden respijt, totdat de vervangende tijdelijke tramloods bij het Jollenpad was gebouwd.
Begin juli 2024 kon de loods bij het Jollenpad in gebruik worden genomen, er is hier plaats voor negen trams. Op 7 juli kon ook het rijseizoen van start gaan op de aan beide einden geamputeerde tramlijn: Jollenpad – Amsterdamseweg. Er werd aanvankelijk met één tram gependeld in aansluiting op een pendelbus van de BRAM van/naar het Haarlemmermeerstation. Omdat de stroomvoorziening via het GVB is onderbroken, is er bij het Jollenpad een aggregaat geplaatst dat de spanning op de bovenleiding levert. Vanaf 21 juli kon er weer een halfuurdienst gereden worden van het Jollenpad tot aan de wisselplaats Parklaan in Amstelveen.
Tussen juli en oktober 2024 werden alle gebouwen gesloopt en alle rails opgebroken, waarna het Havenstraatterrein bouwrijp werd gemaakt. Na ruim vijftig jaar is hiermee een einde gekomen aan de remise Karperweg, de uitvalsbasis van de Museumtramlijn. De nog resterende trams zijn overgebracht naar de loods aan het Jollenpad, de remise Lekstraat en de stalling in Aalsmeer. In het kader van een nieuwe woonwijk wordt er over enkele jaren een nieuwe tramloods gebouwd.

## Afbeeldingen van trams op de Museumtramlijn

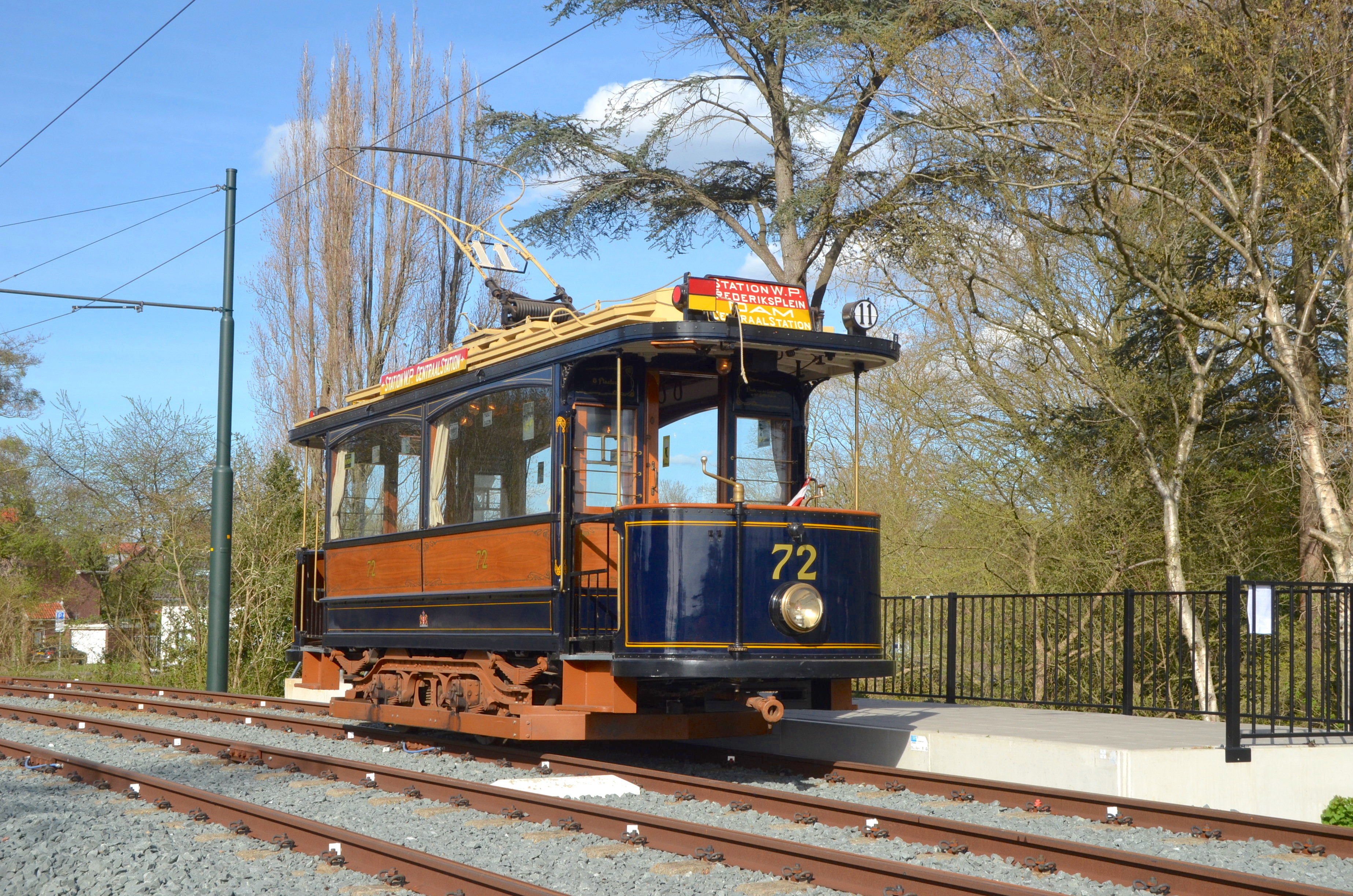
De Amsterdamse motorwagen 72 bij de Parklaan (wisselplaats) te Amstelveen.
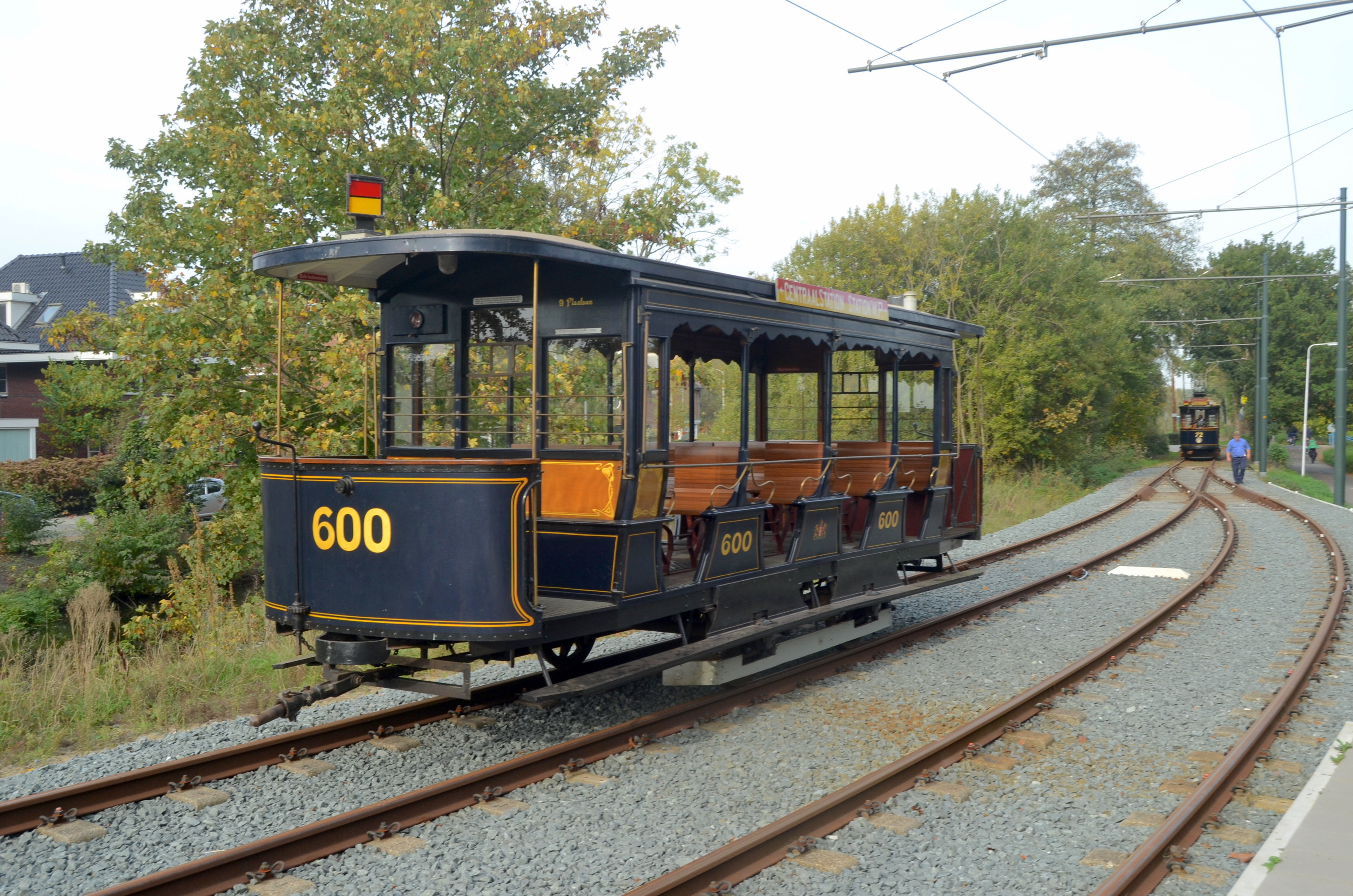
De Amsterdamse open bijwagen 600 bij de Parklaan (wisselplaats) te Amstelveen.
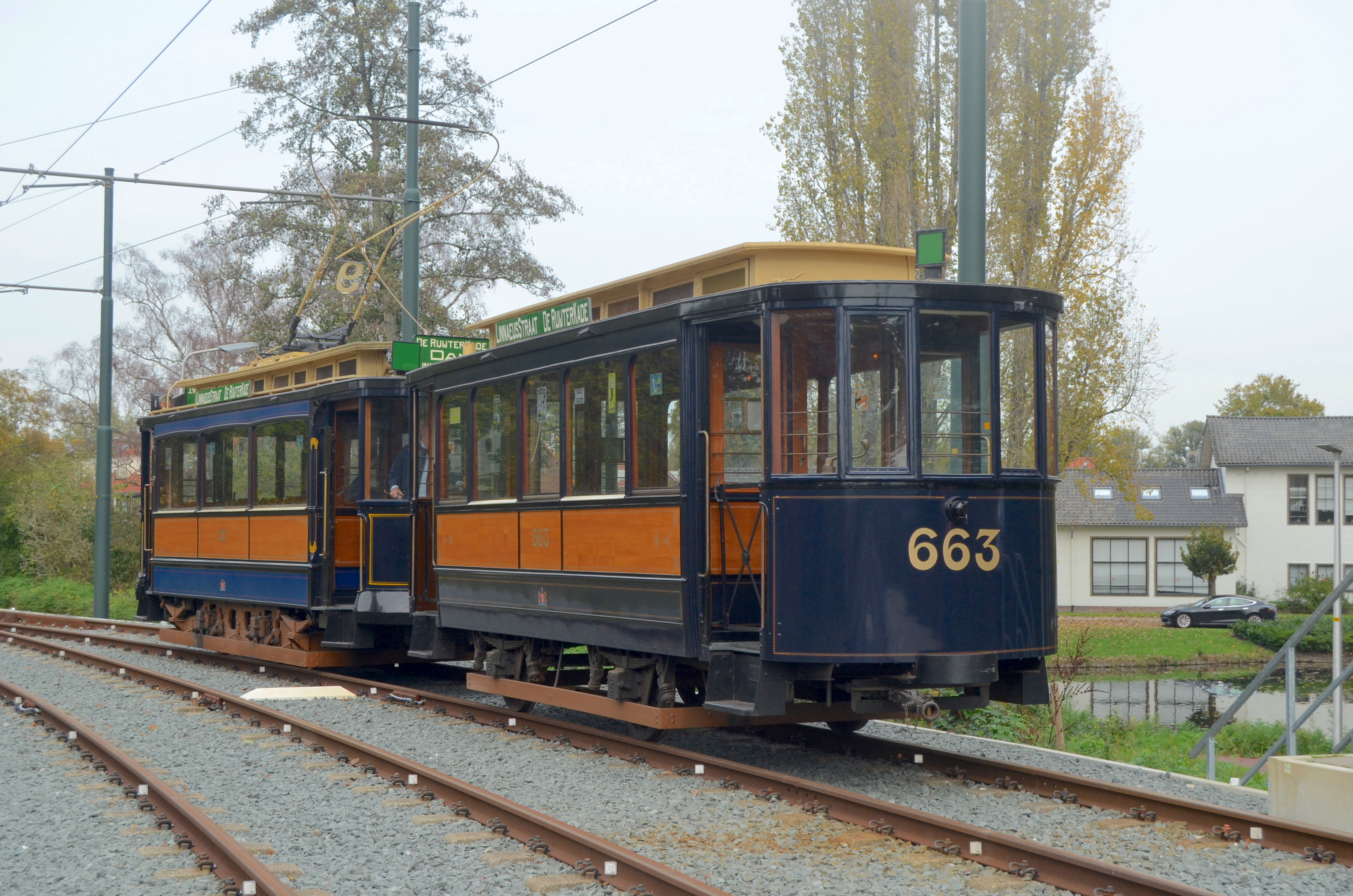
De Amsterdamse bijwagen 663 met motorwagen 307 bij de Parklaan (wisselplaats) te Amstelveen.
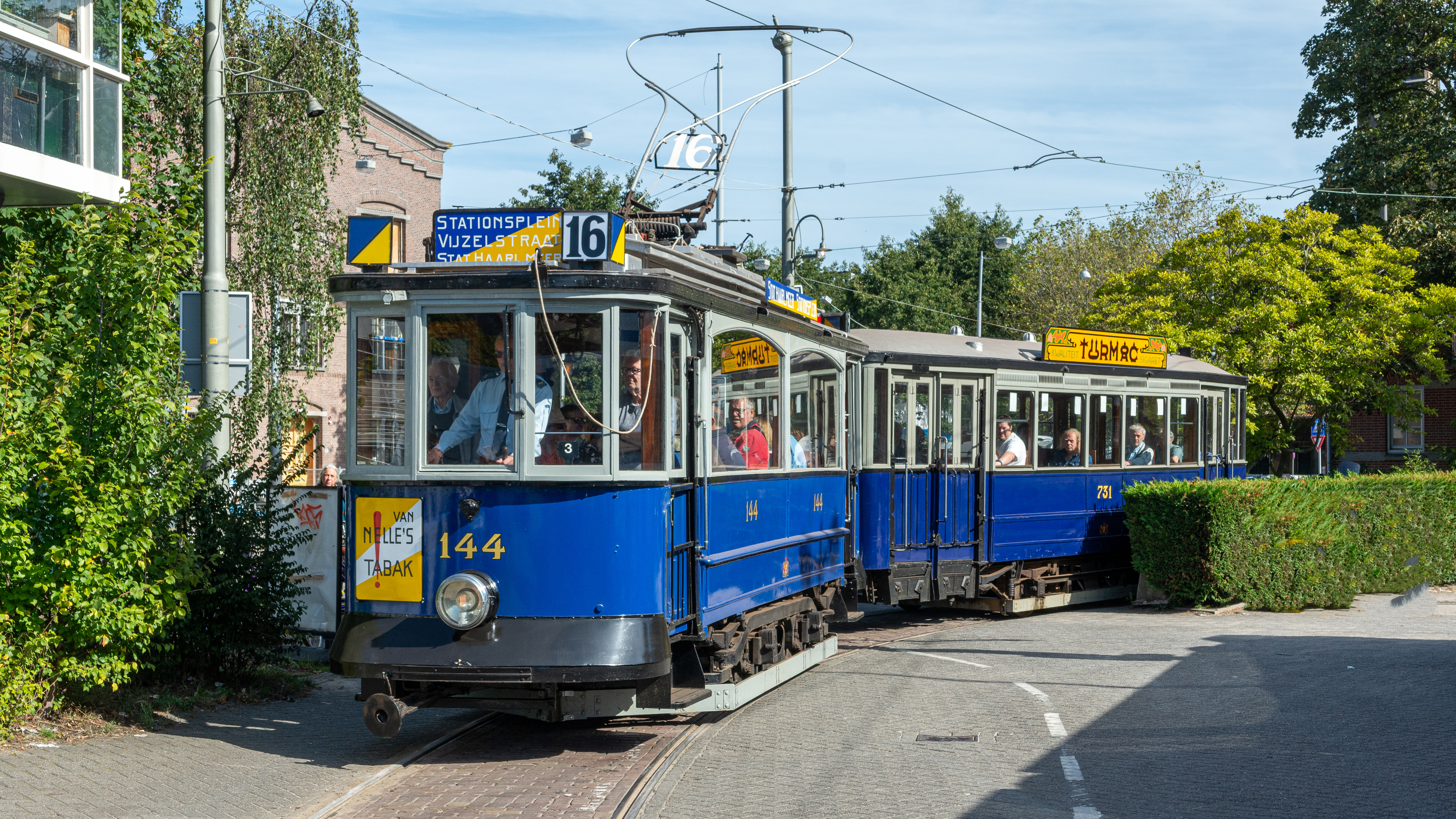
De Amsterdamse motorwagen 144 met bijwagen 731 bij het Haarlemmermeerstation.
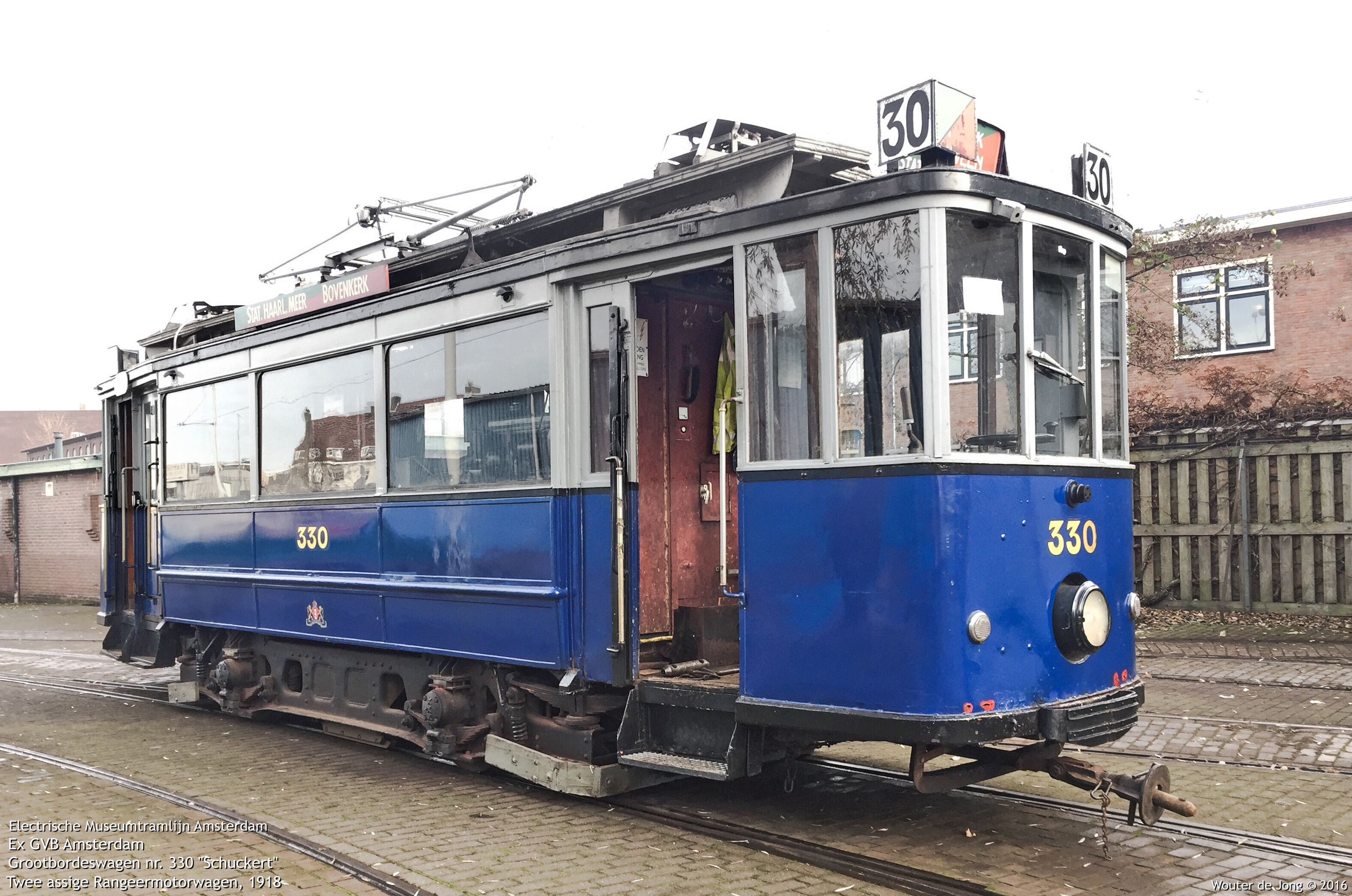
De Amsterdamse motorwagen 330, dieselelektrische rangeerwagen uit 1918.
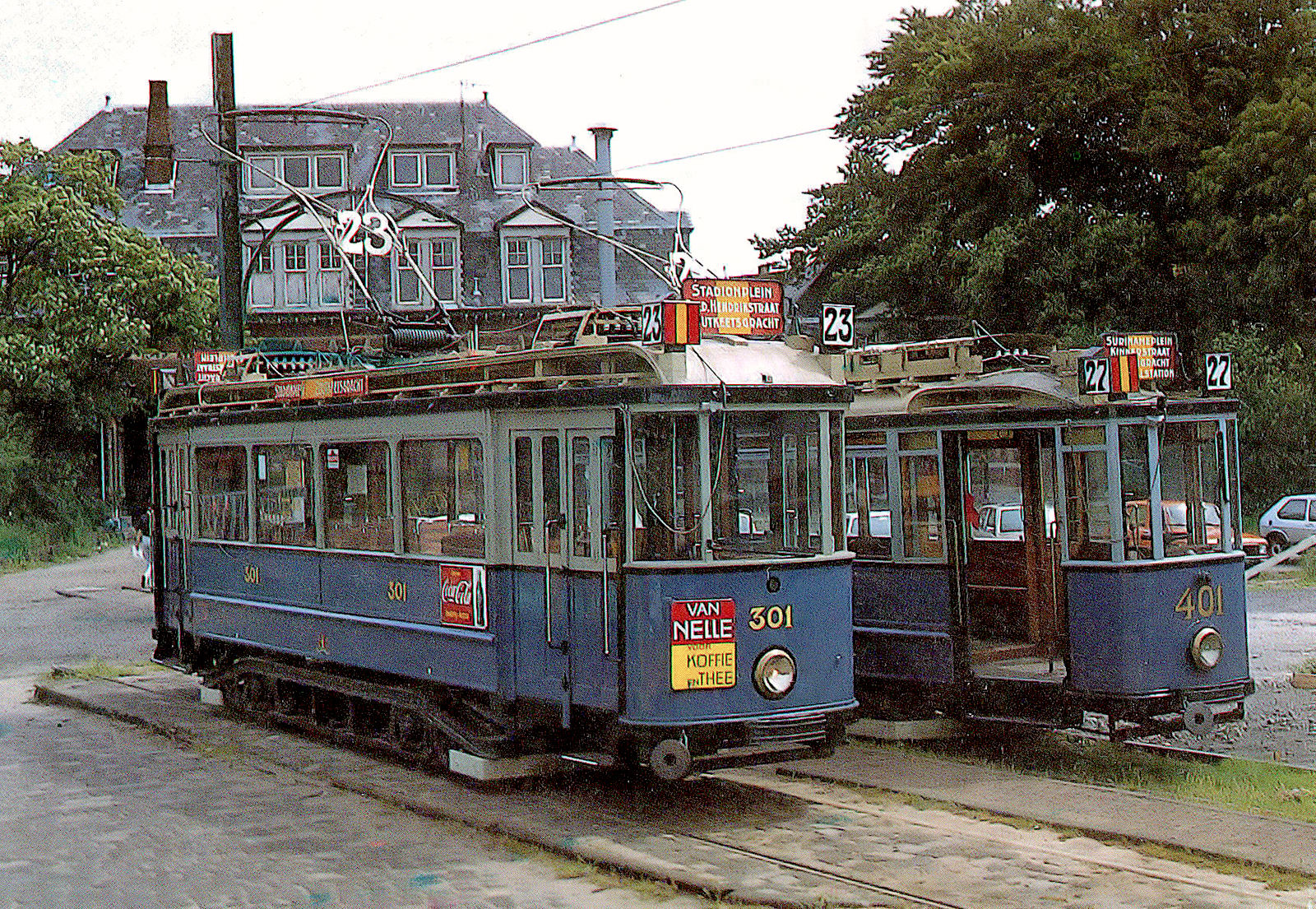
De Amsterdamse motorwagens 301 en 401 bij het Haarlemmermeerstation.
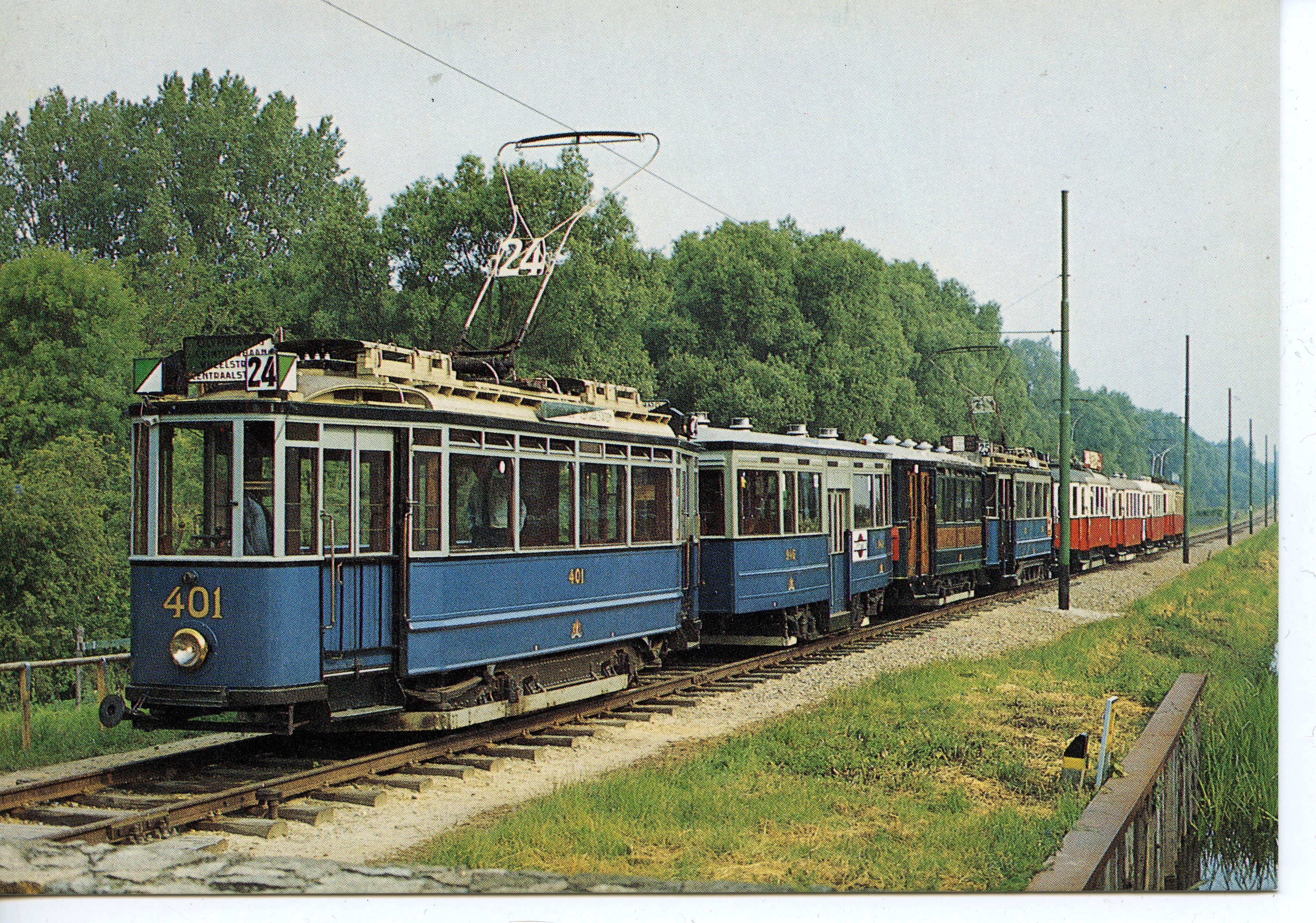
GVB 401+946+748+301 op de Museumtramlijn bij de Kalfjeslaan; 27 mei 1981.
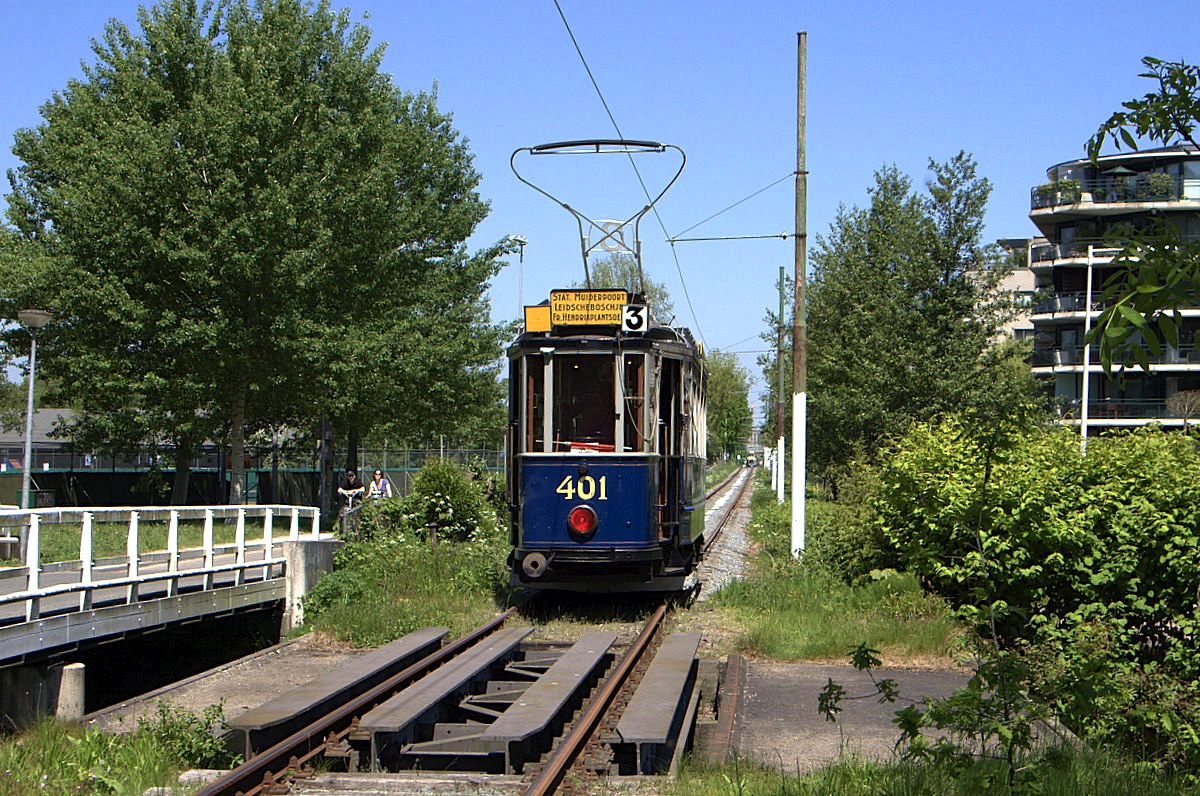
De Amsterdamse motorwagen 401 bij de Koenenkade, nabij het Amsterdamse Bos.
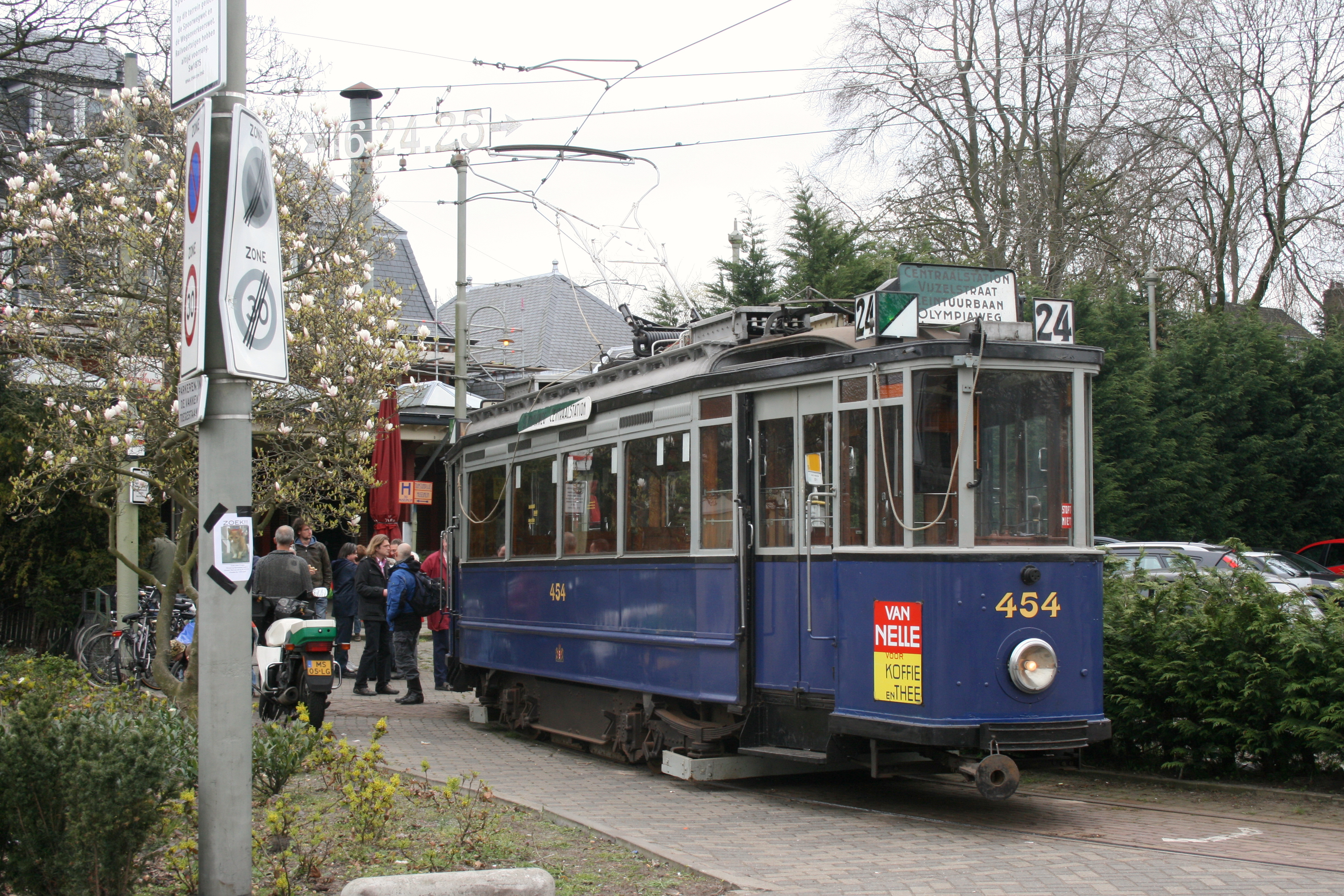
De Amsterdamse motorwagen GVB 454 bij het Haarlemmermeerstation.
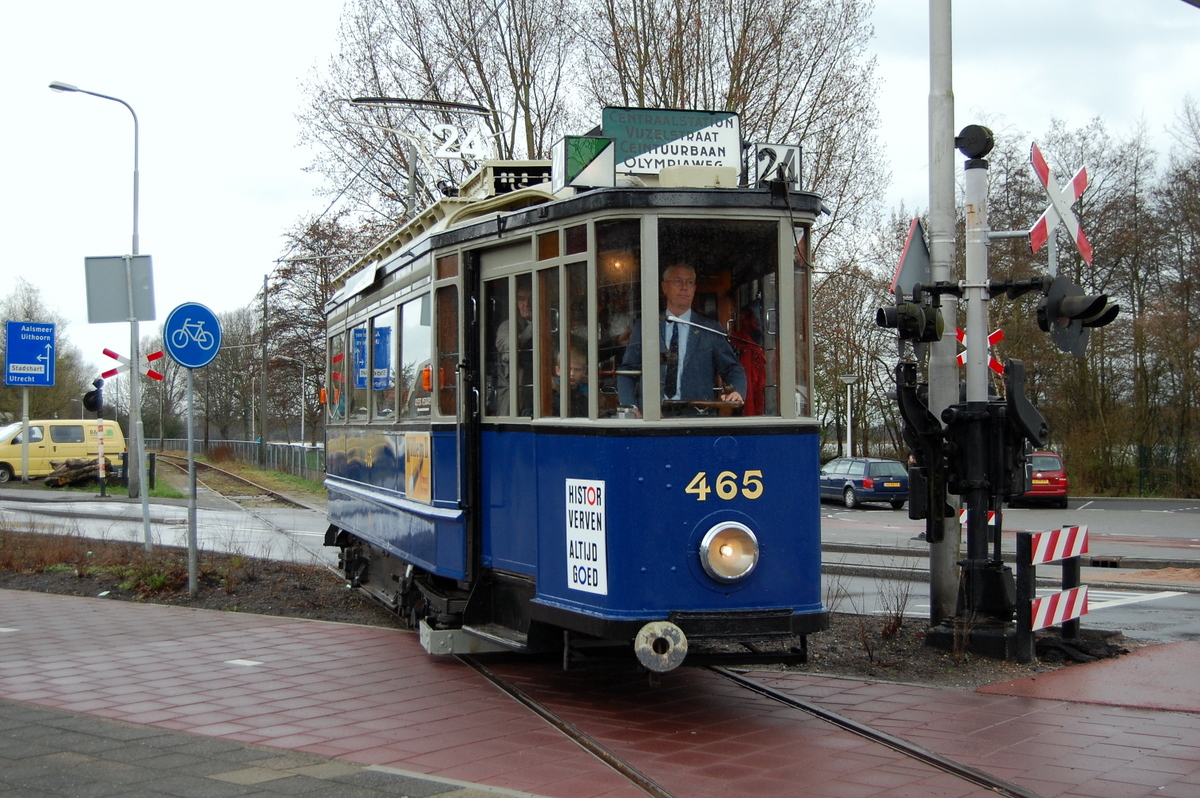
De Amsterdamse motorwagen 465 op de overweg van de Handweg te Amstelveen.
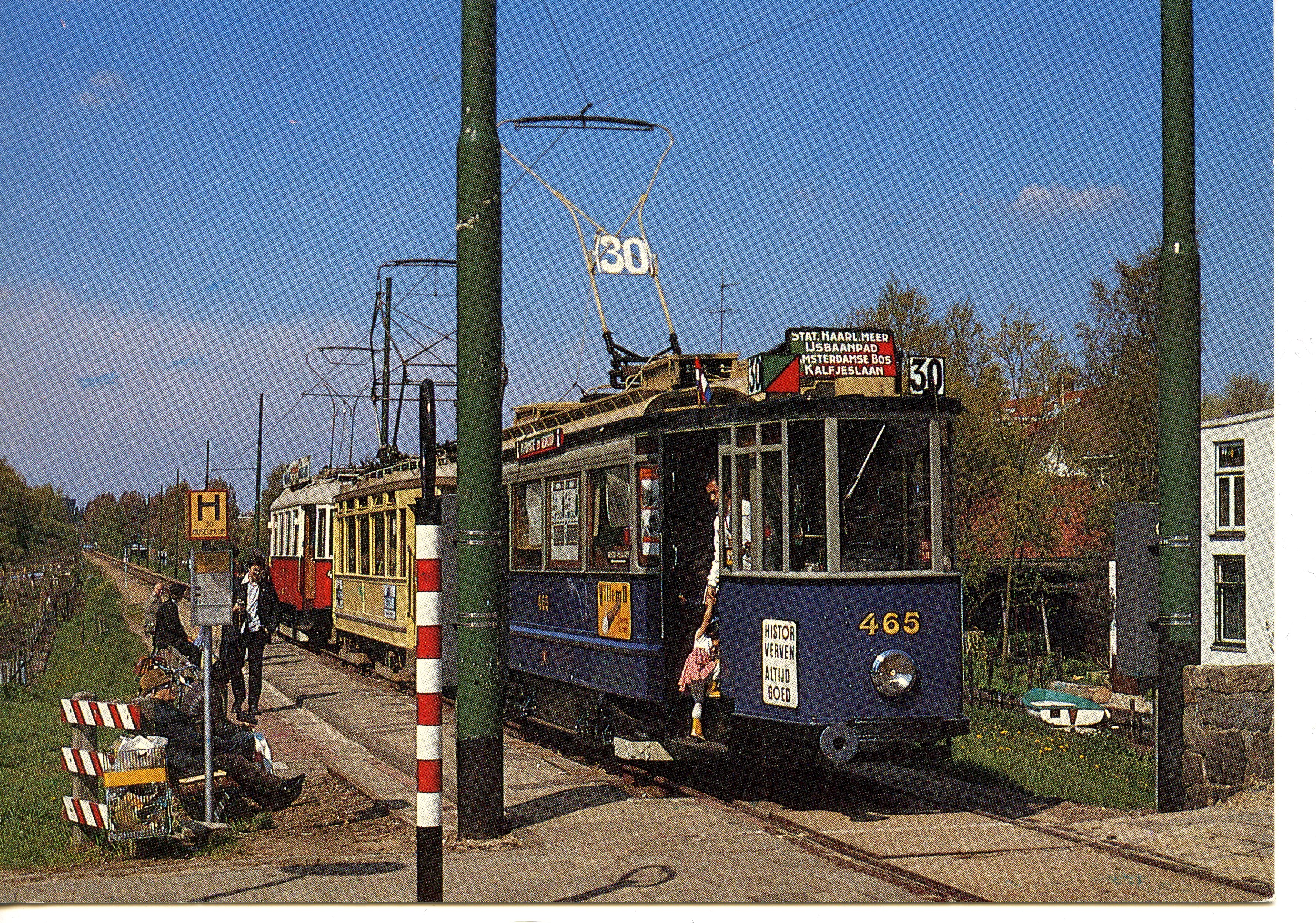
GVB 465, HTM 816 en WVB 4143 op de Museumtramlijn bij de Kalfjeslaan; 9 mei 1982.
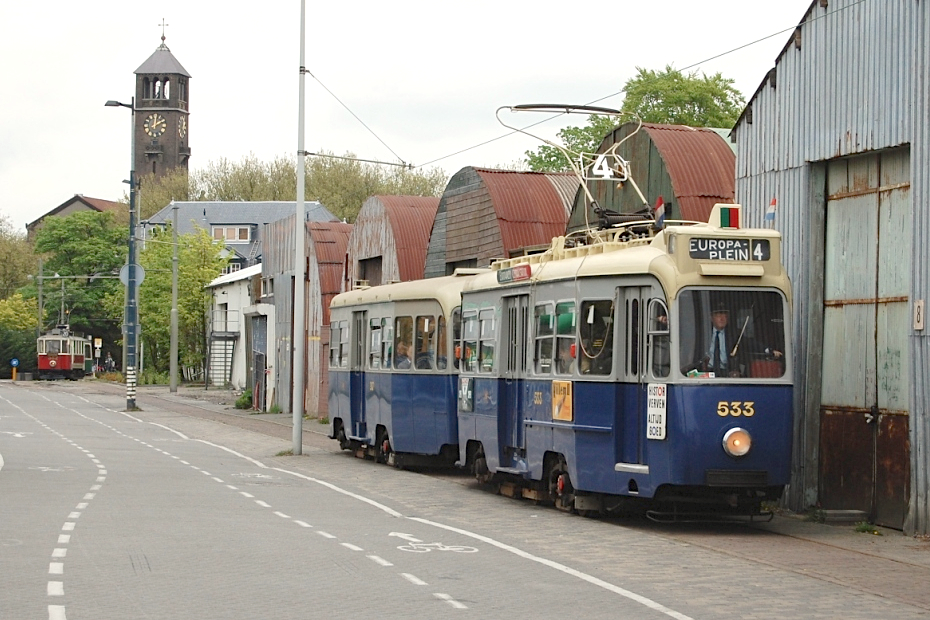
Amsterdams drieassertramstel 533+987 bij het Haarlemmermeerstation.
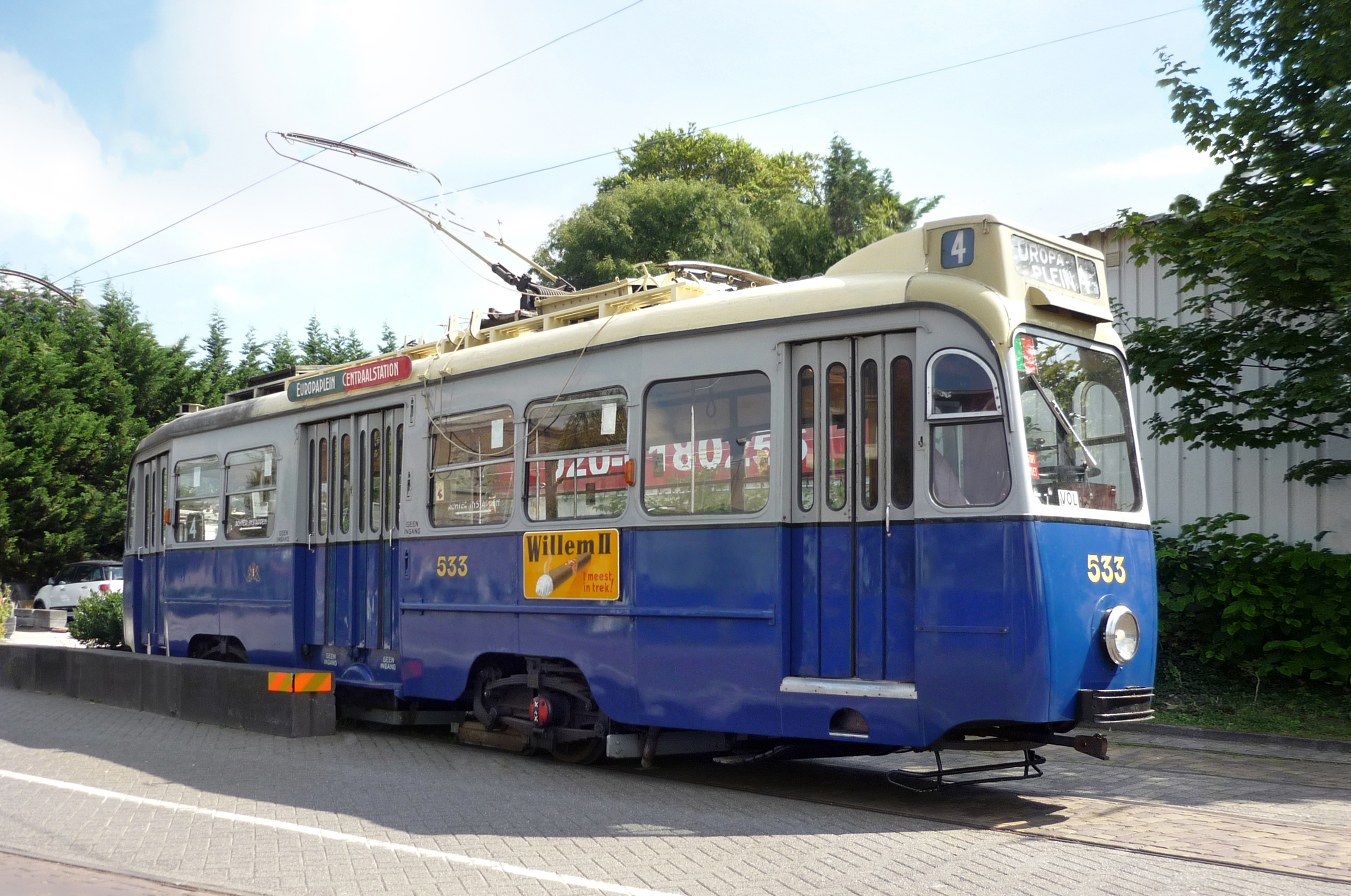
Amsterdamse drieasser motorwagen 533 uit 1950.
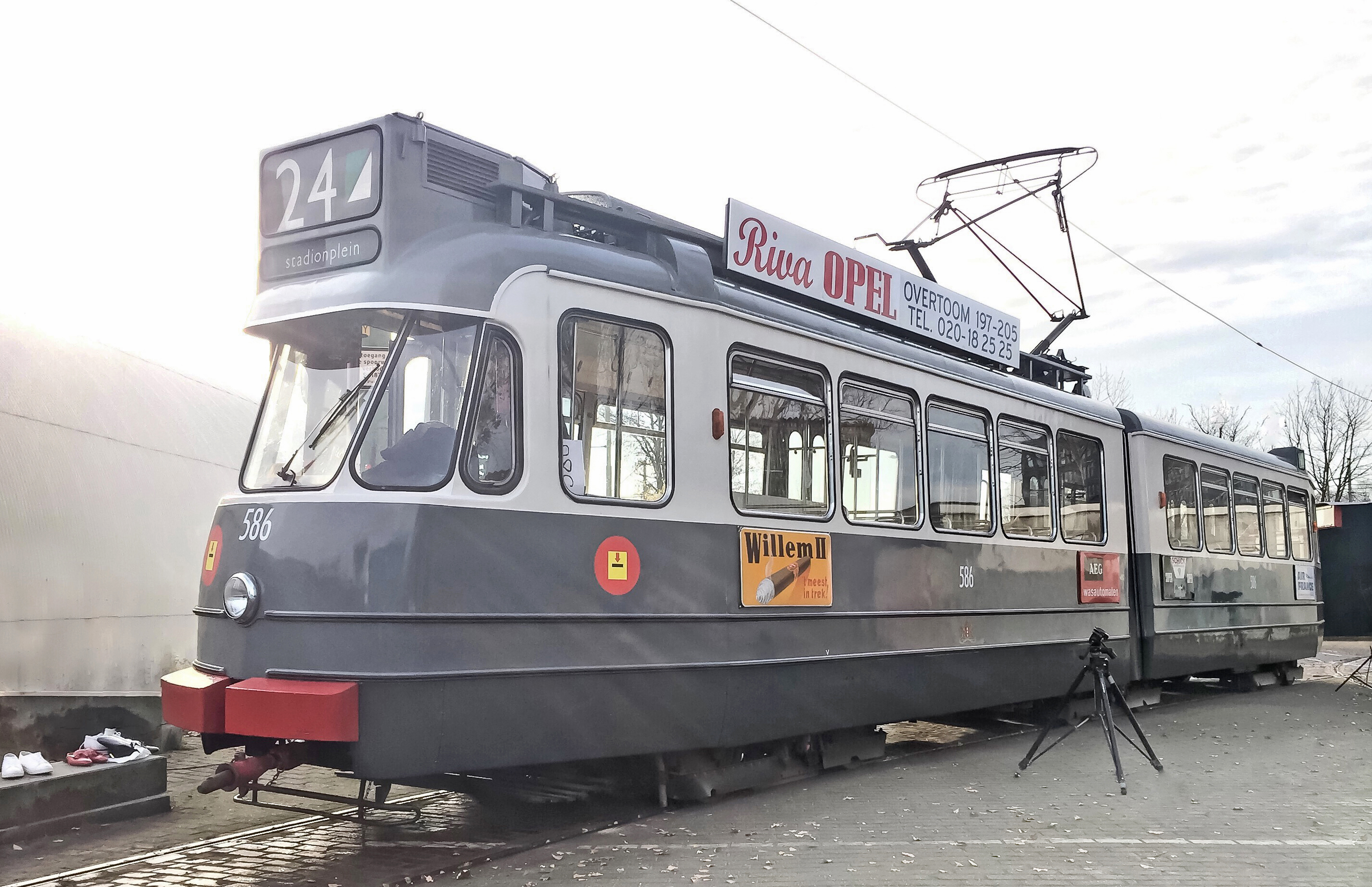
Amsterdamse enkelgelede tram 586, Type 2G uit 1957.
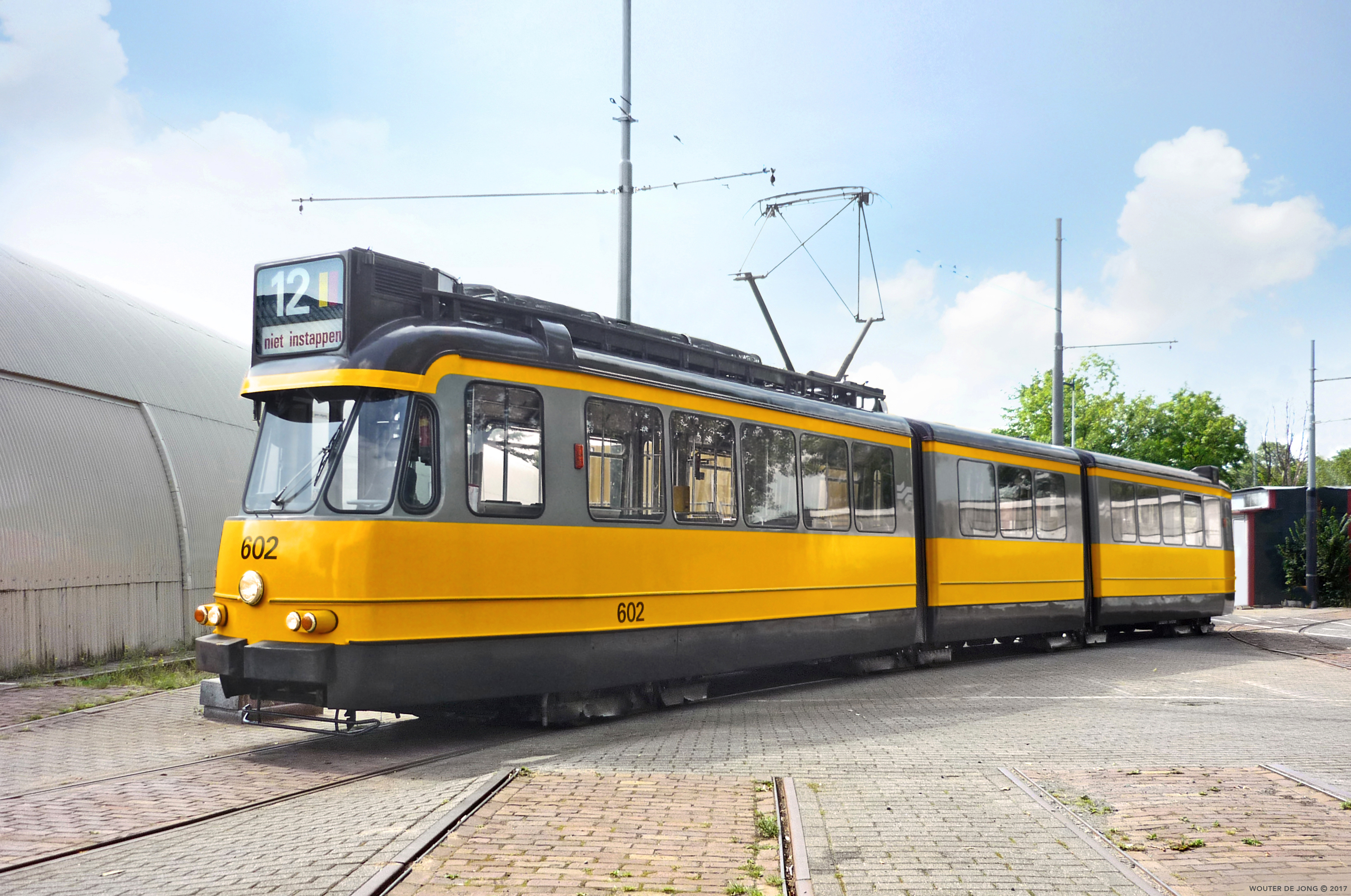
Amsterdamse dubbelgelede tram 602, Type 3G uit 1959.
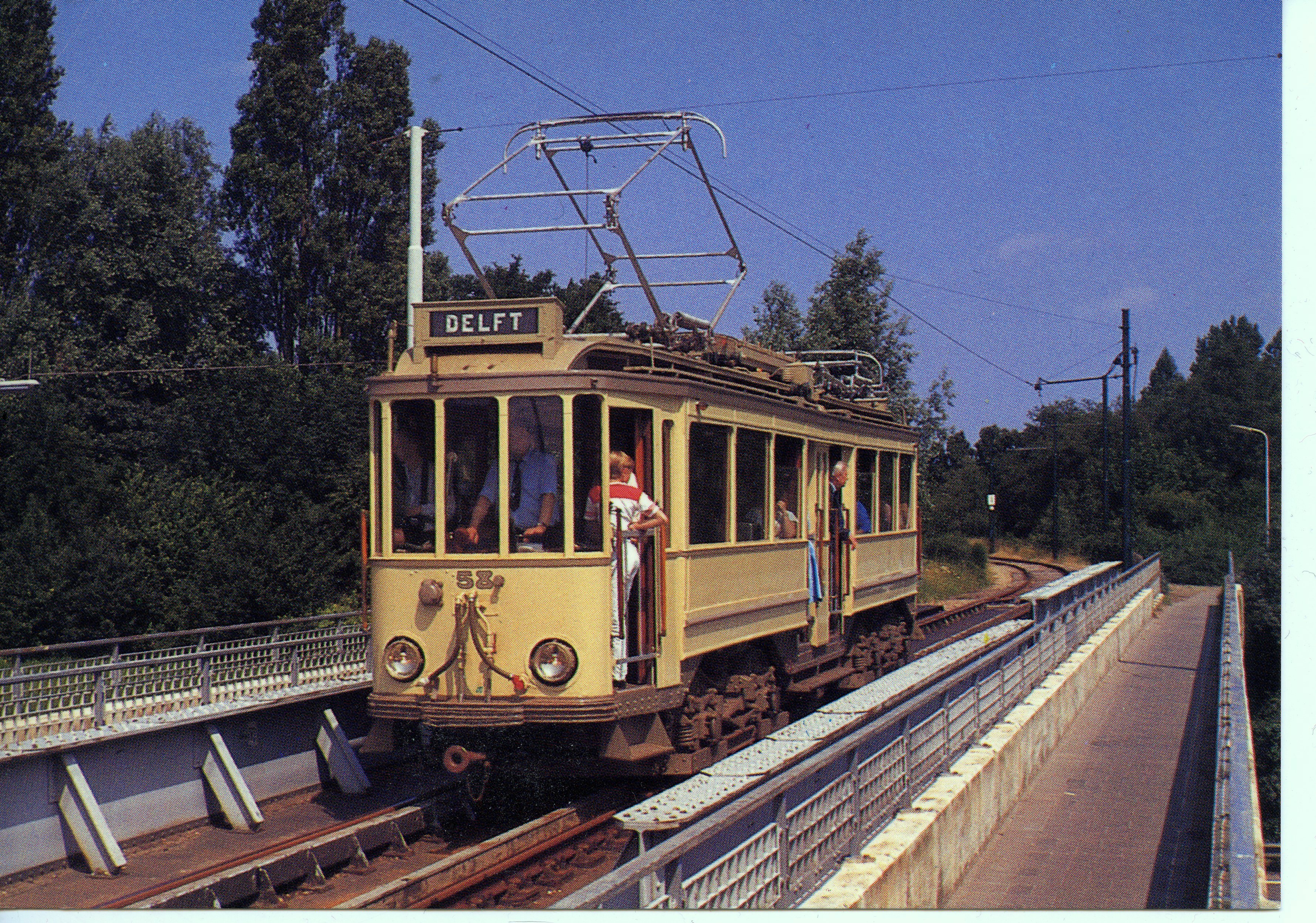
HTM 58 op de Museumtramlijn op het viaduct te Amstelveen; 29 juli 1984.
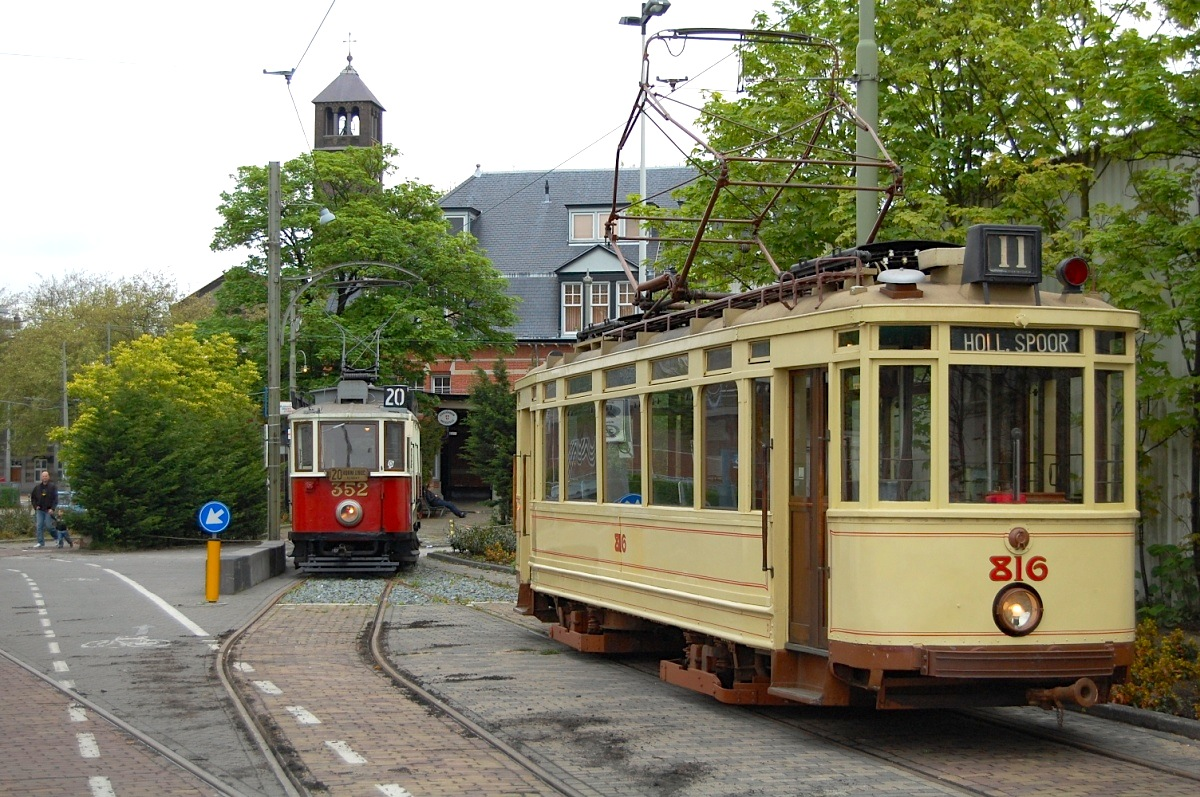
Praagse motorwagen 352 en Haagse motorwagen 816 bij het Haarlemmermeerstation.
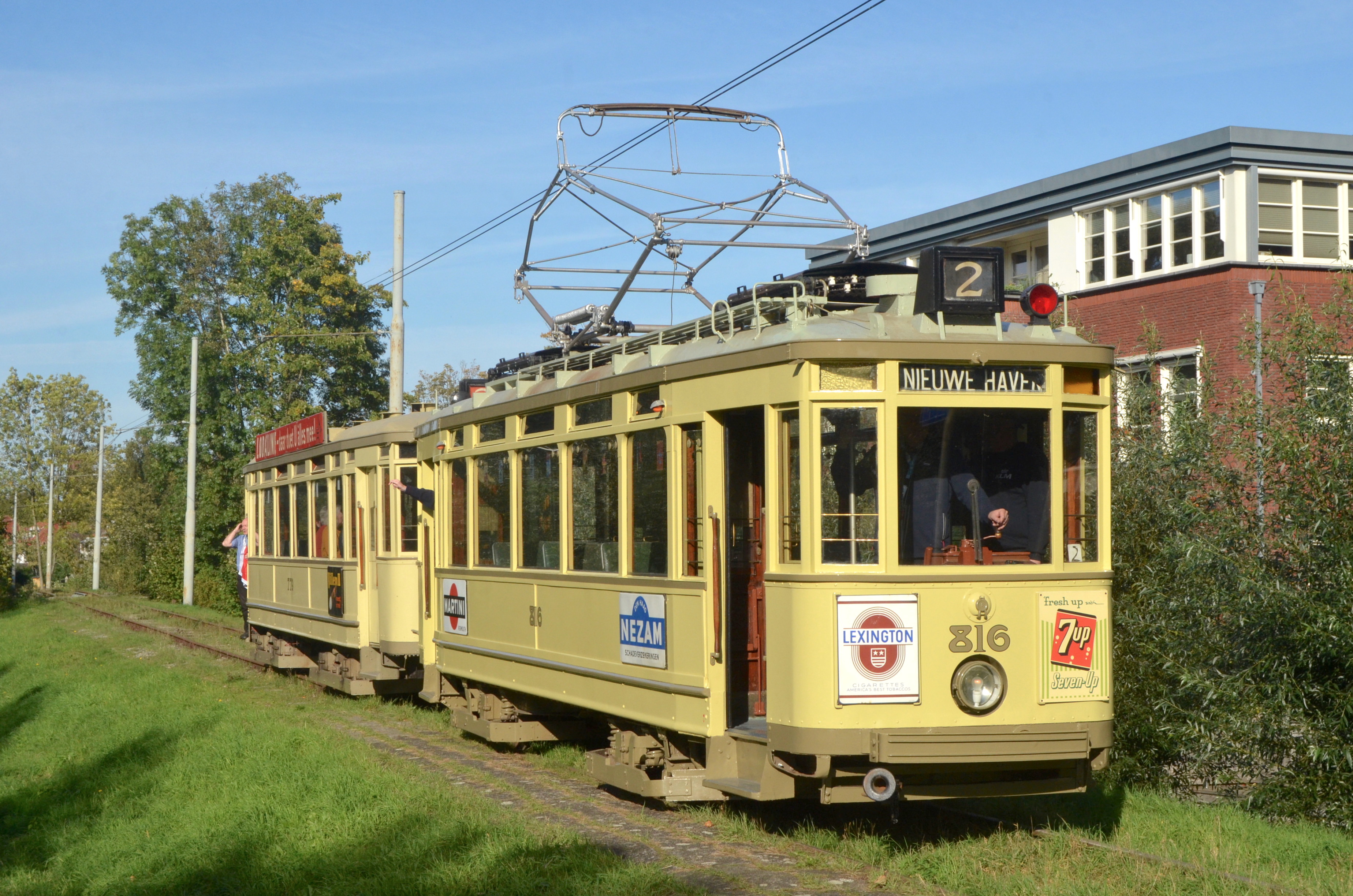
HTM 816 + 779 bij de Amsterdamseweg te Amstelveen.
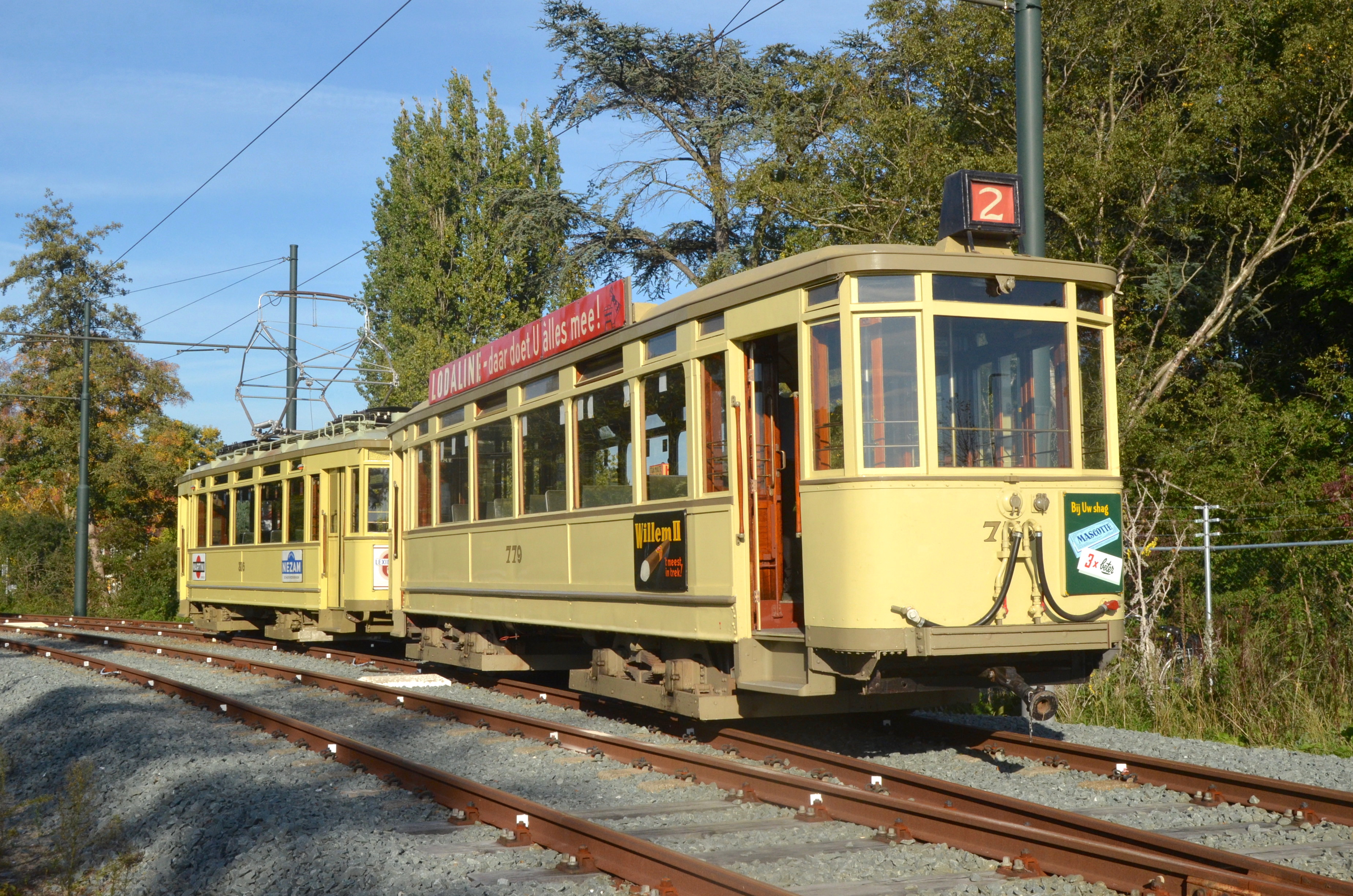
HTM 779 + 816 bij de Parklaan (wisselplaats) te Amstelveen.
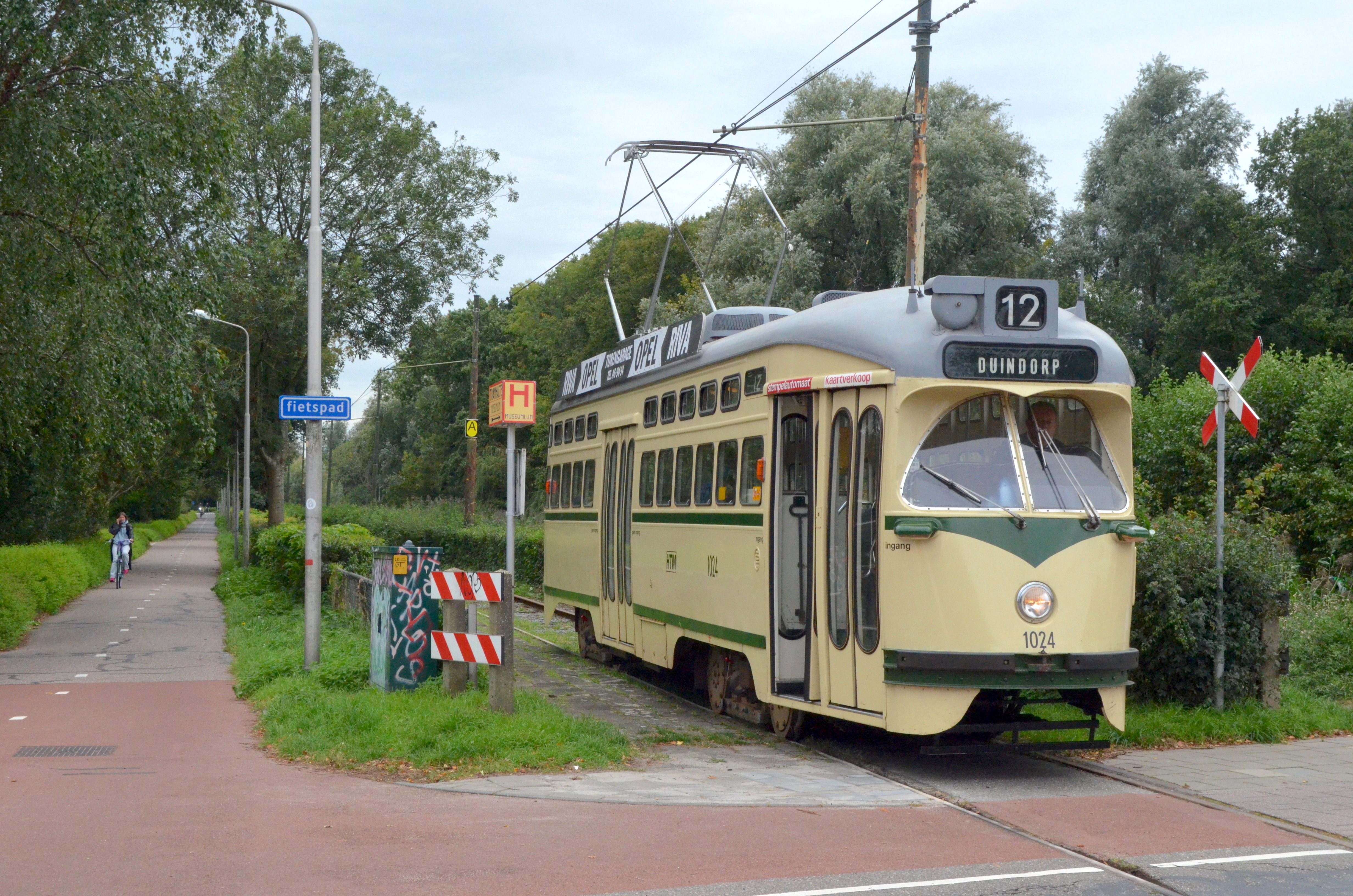
Haagse PCC-car 1024 bij de Molenweg te Amstelveen.
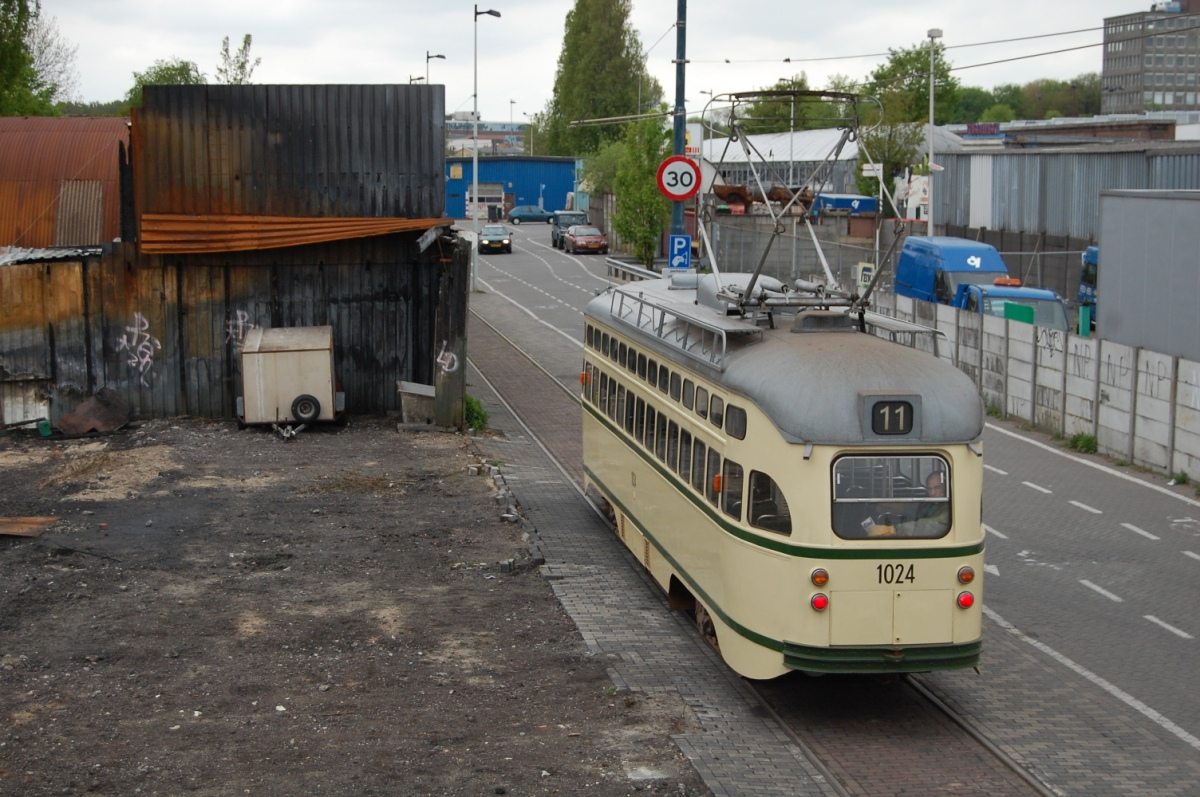
Haagse PCC-car 1024 bij het Haarlemmermeerstation.
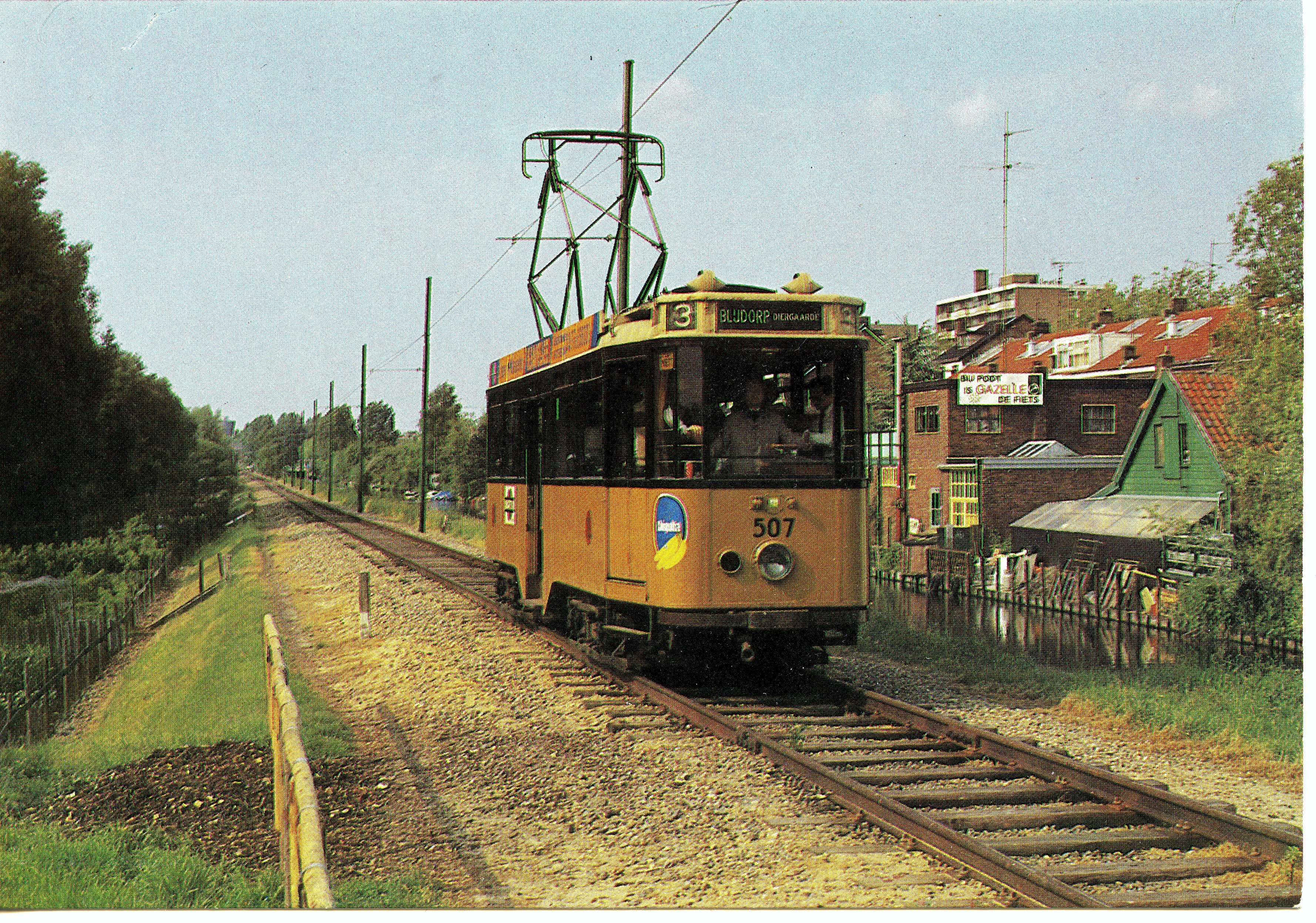
Rotterdamse motorwagen 507 op de Museumtramlijn bij de Kalfjeslaan; 27 mei 1981.
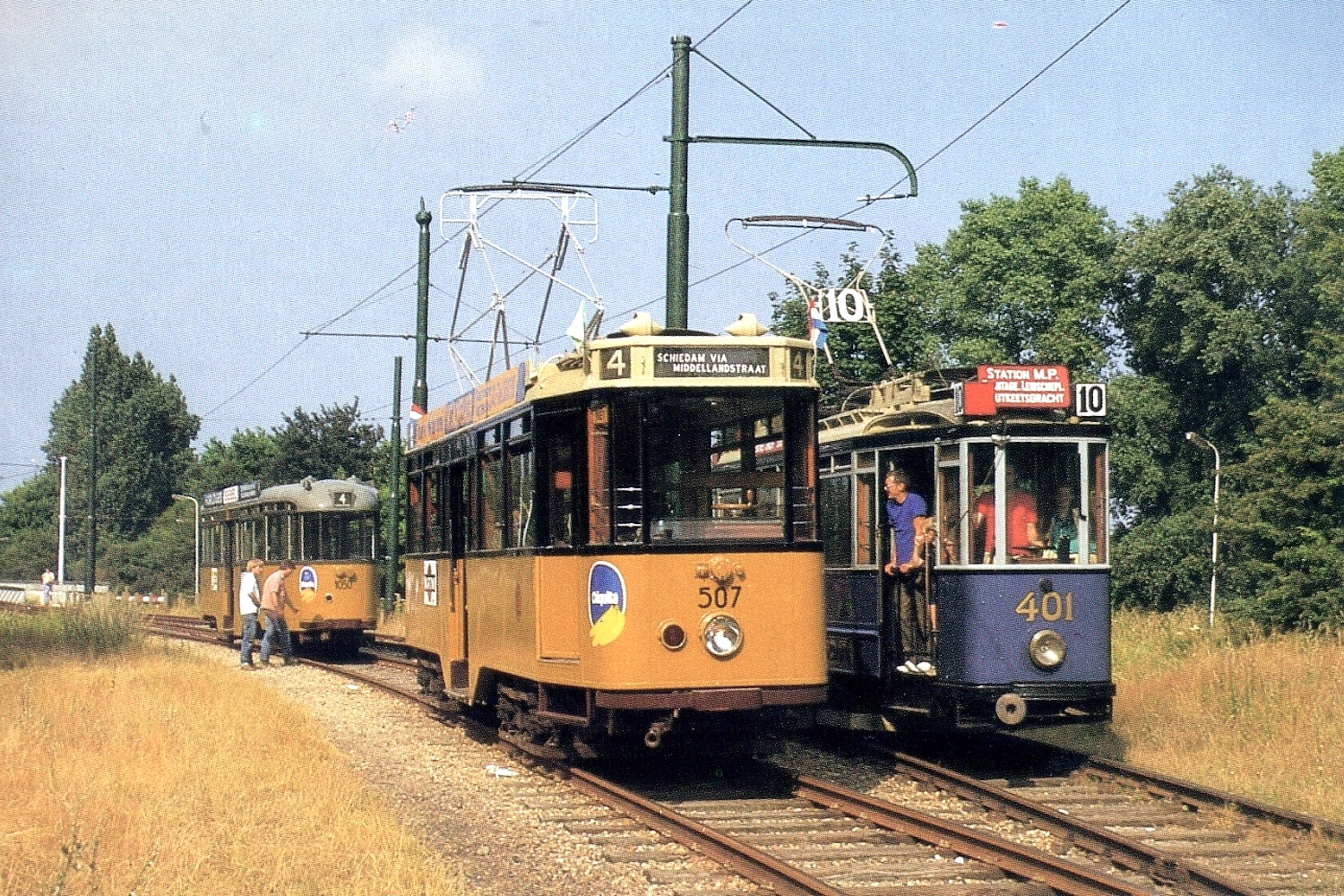
RET 507, 1050 en GVB 401 op de Museumtramlijn op de wisselplaats te Amstelveen; 14 augustus 1984. Foto:
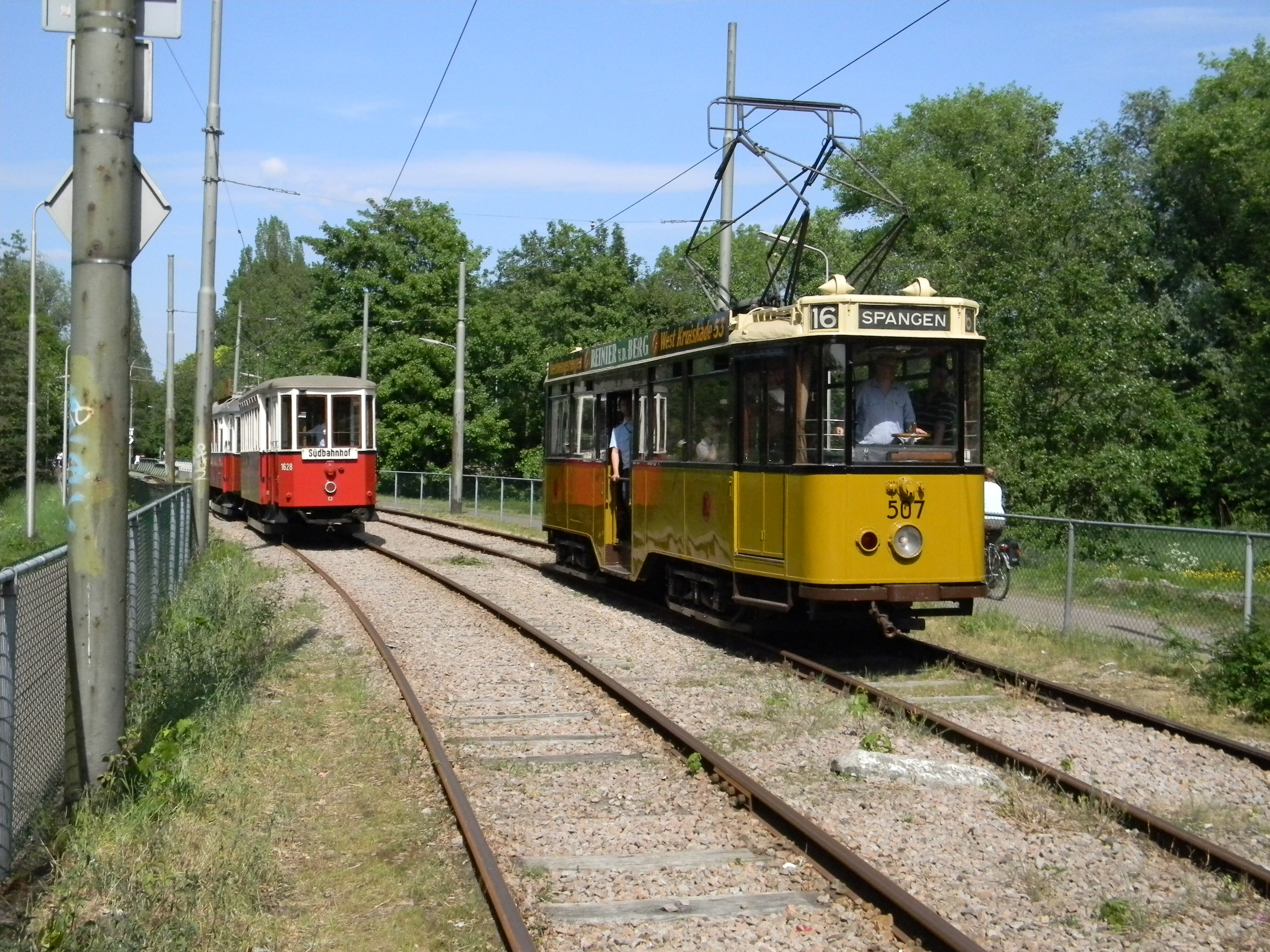
Rotterdamse motorwagen 507 passeert een Weens tramstel op de wisselplaats bij Station Amstelveen.
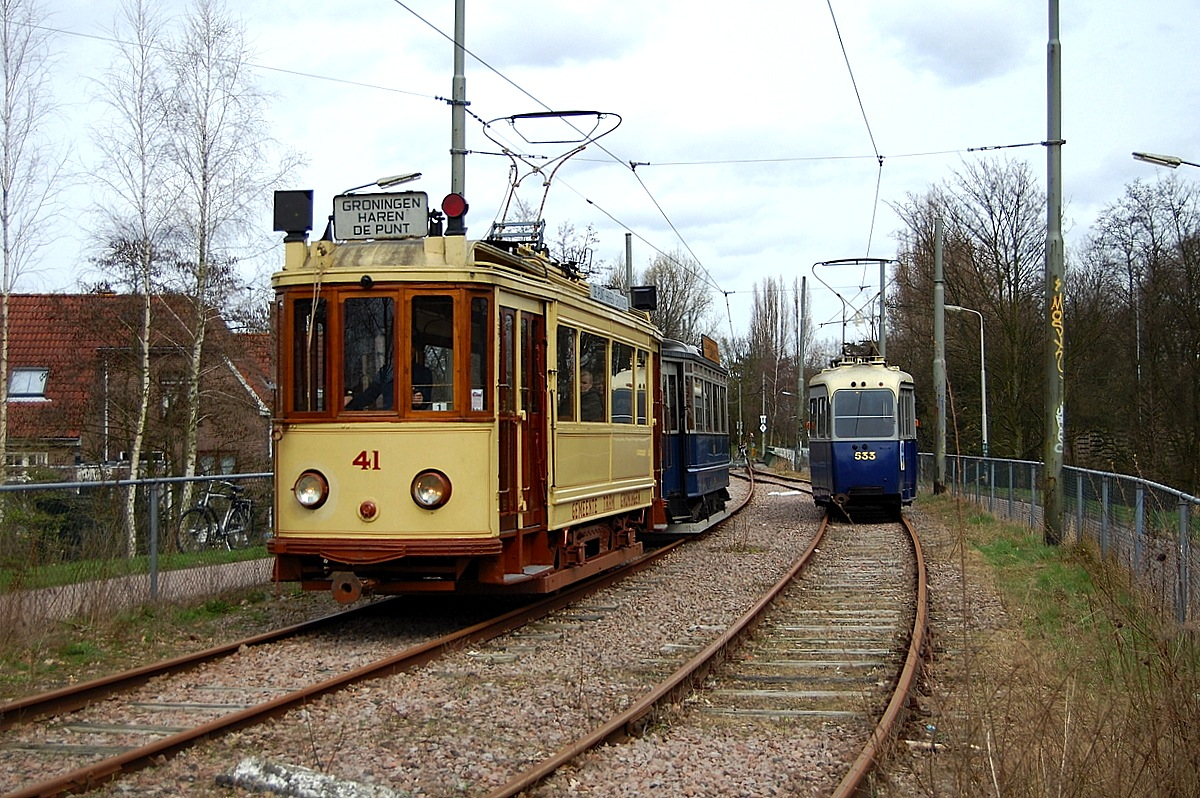
Groninger motorwagen 41 met de Amsterdamse bijwagen 916 in Amstelveen.
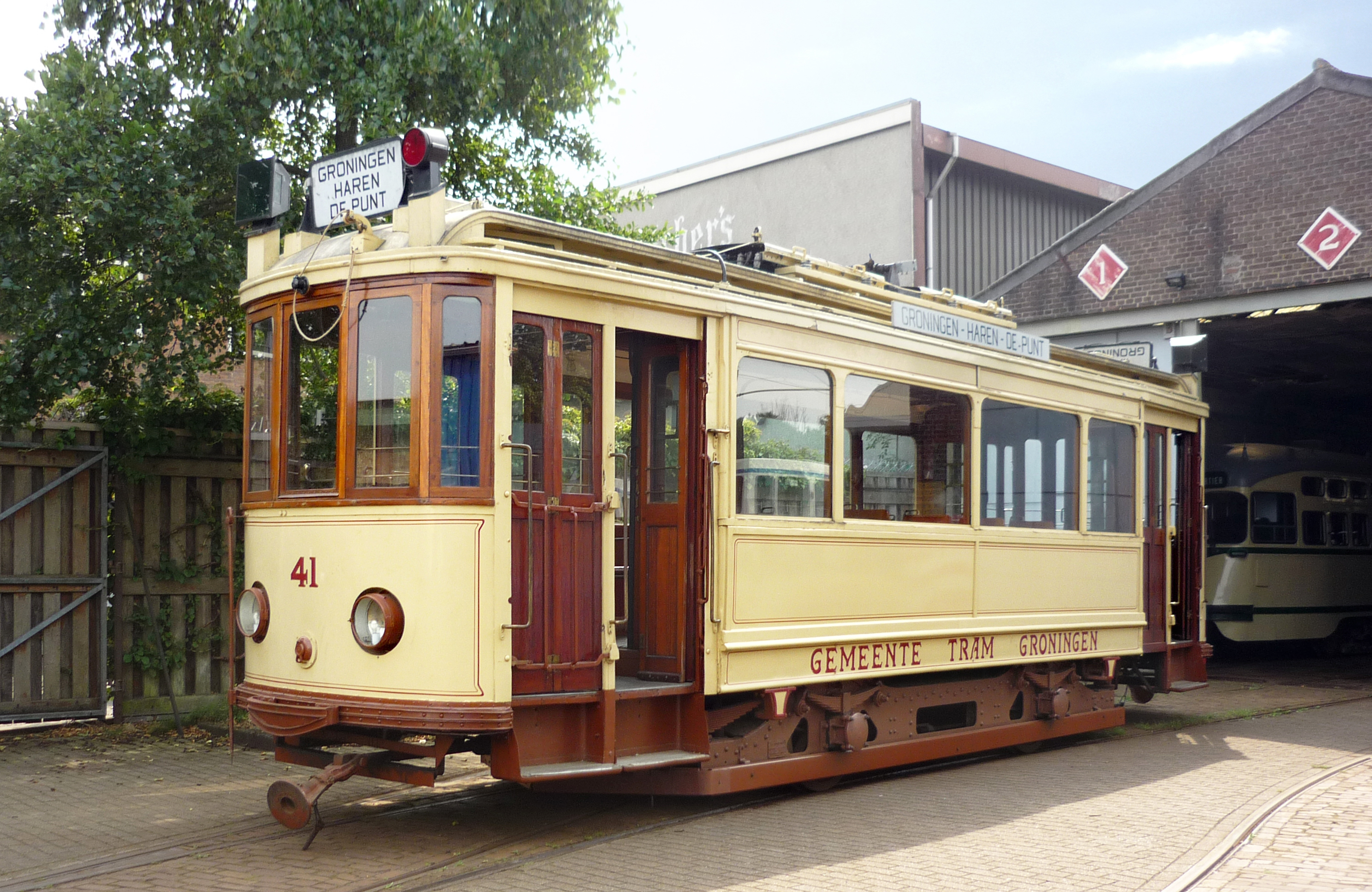
De Groninger motorwagen 41 (ex-HTM 267).
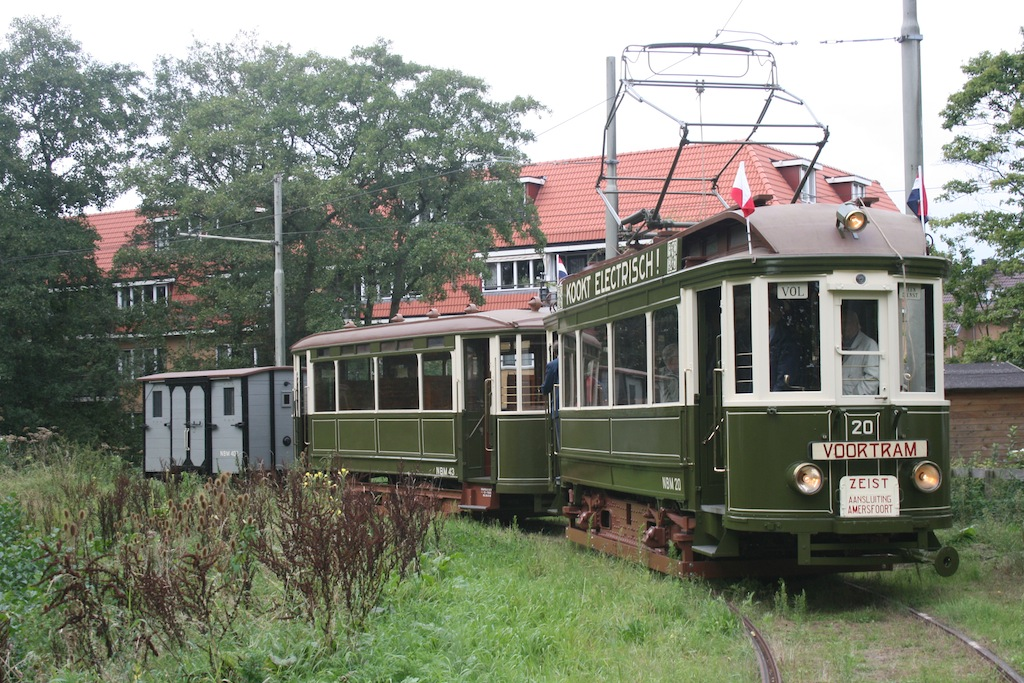
Tramstel NBM 20 + 43 + 402 te Bovenkerk.
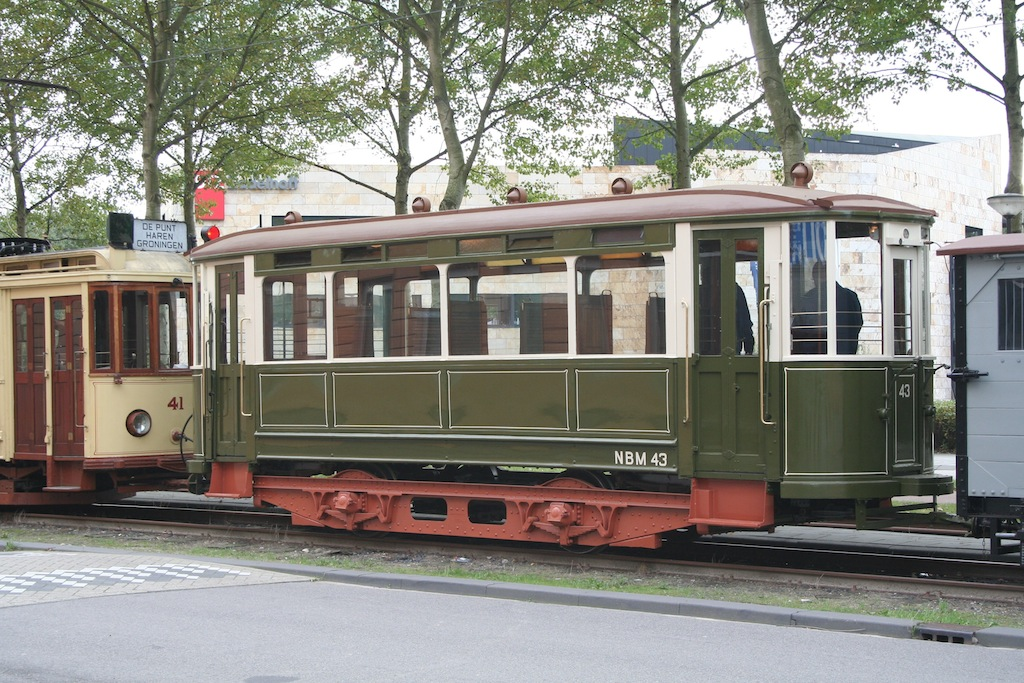
Bijwagen NBM 43, halte Jollenpad.
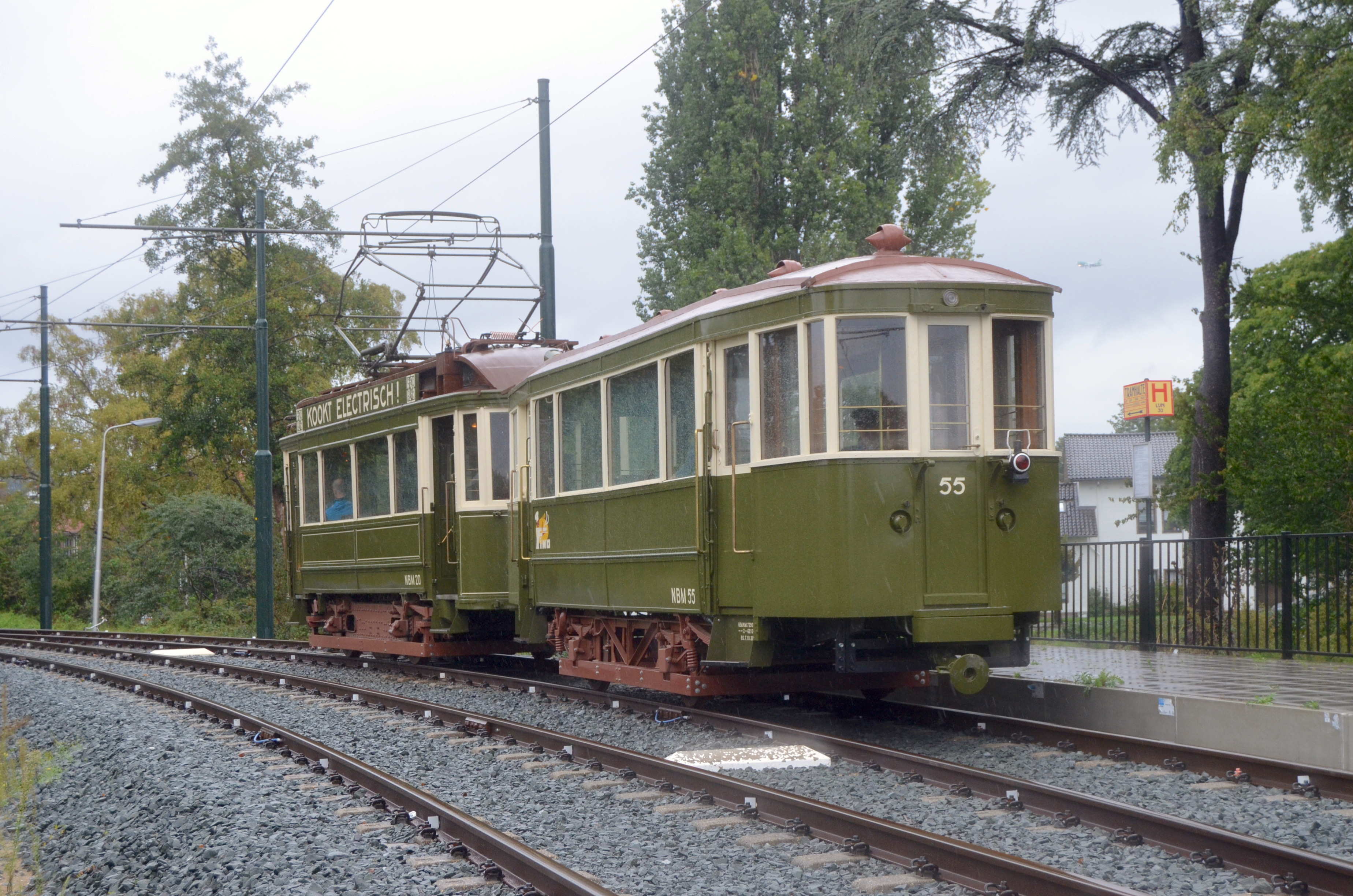
Bijwagen NBM 55 bij de Parklaan (wisselplaats) te Amstelveen.
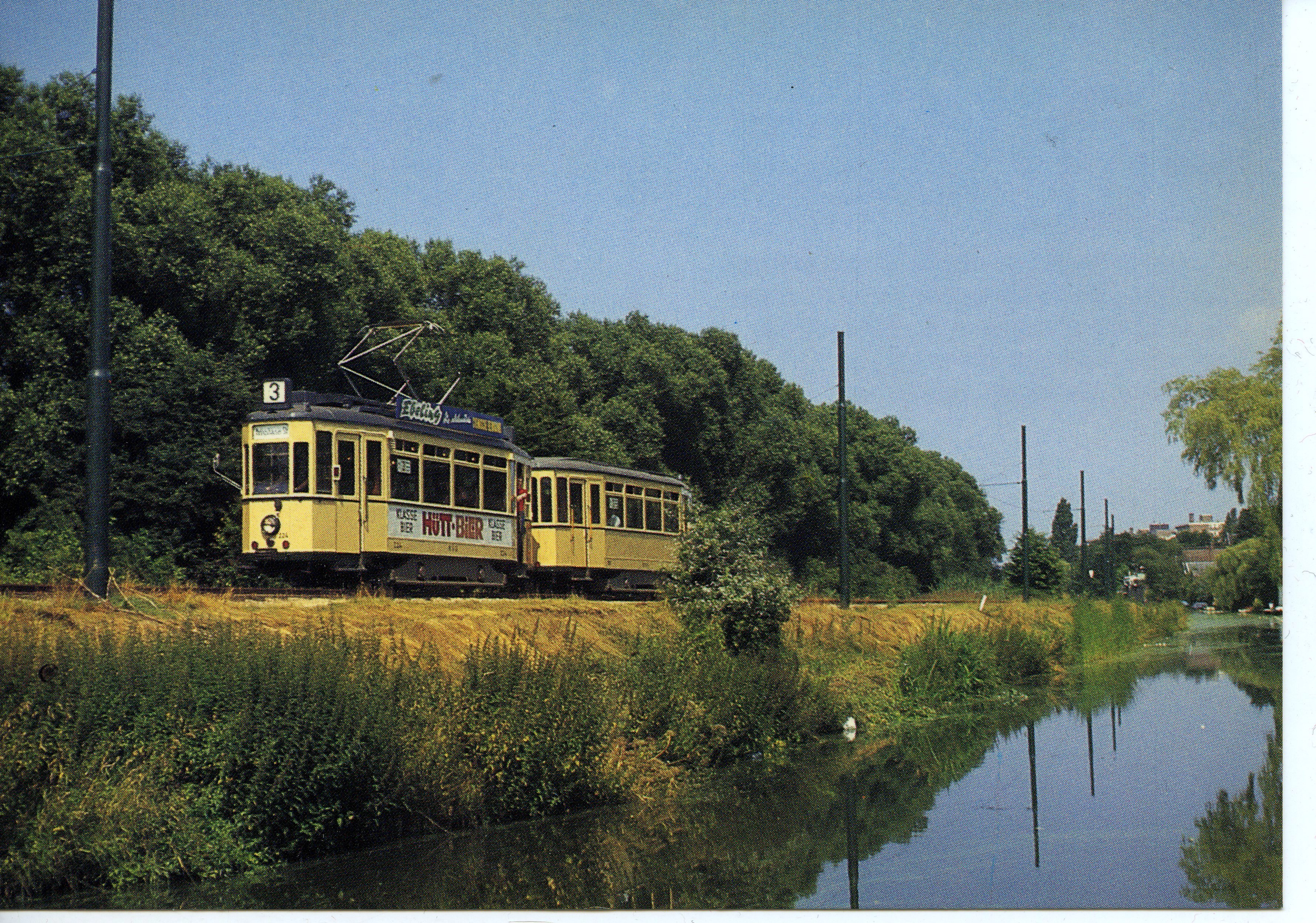
Kassel 224+511 op de Museumtramlijn bij de Amsterdamseweg; 29 juli 1984.
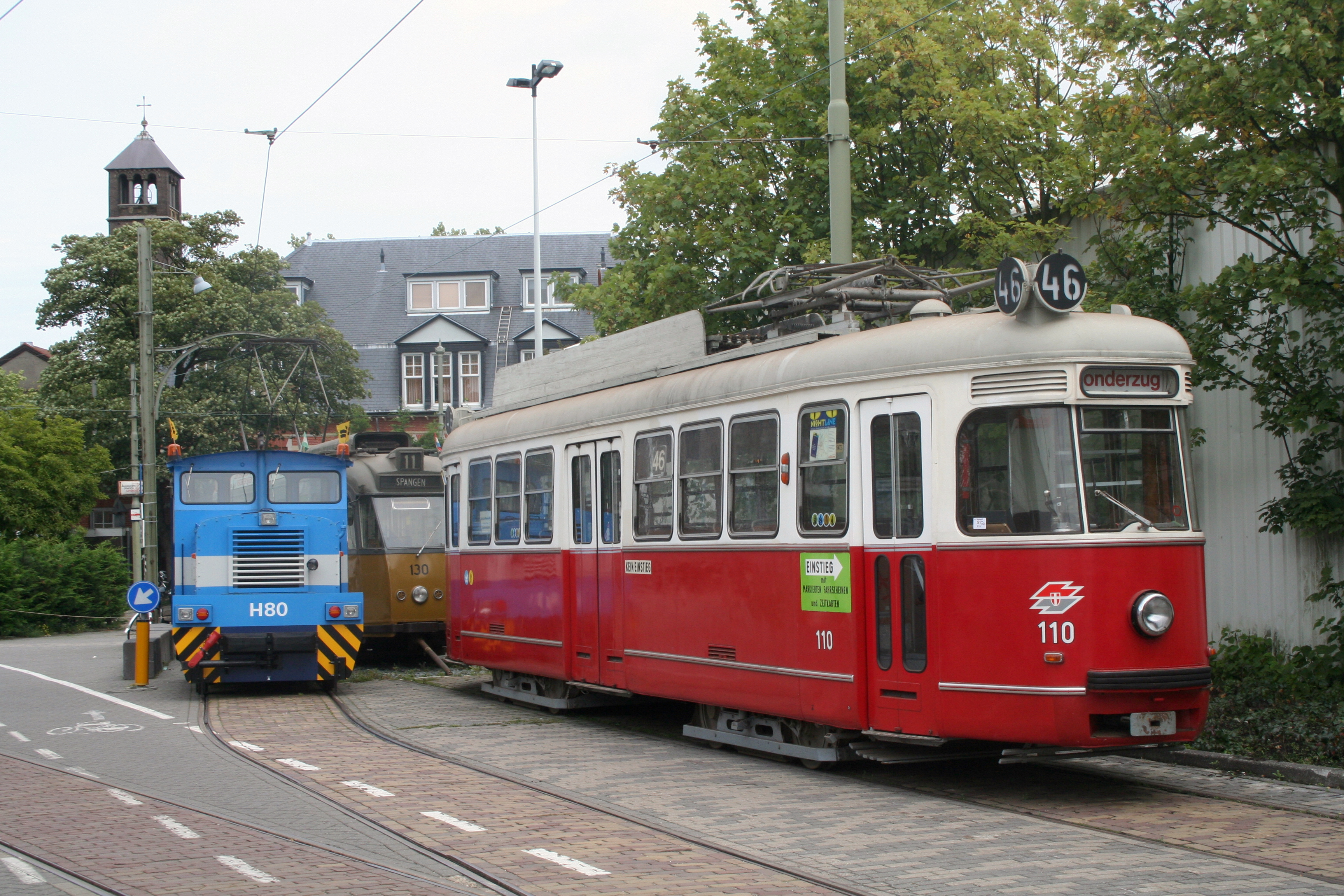
Weense motorwagen110 bij het Haarlemmermeerstation (links GVB H80).
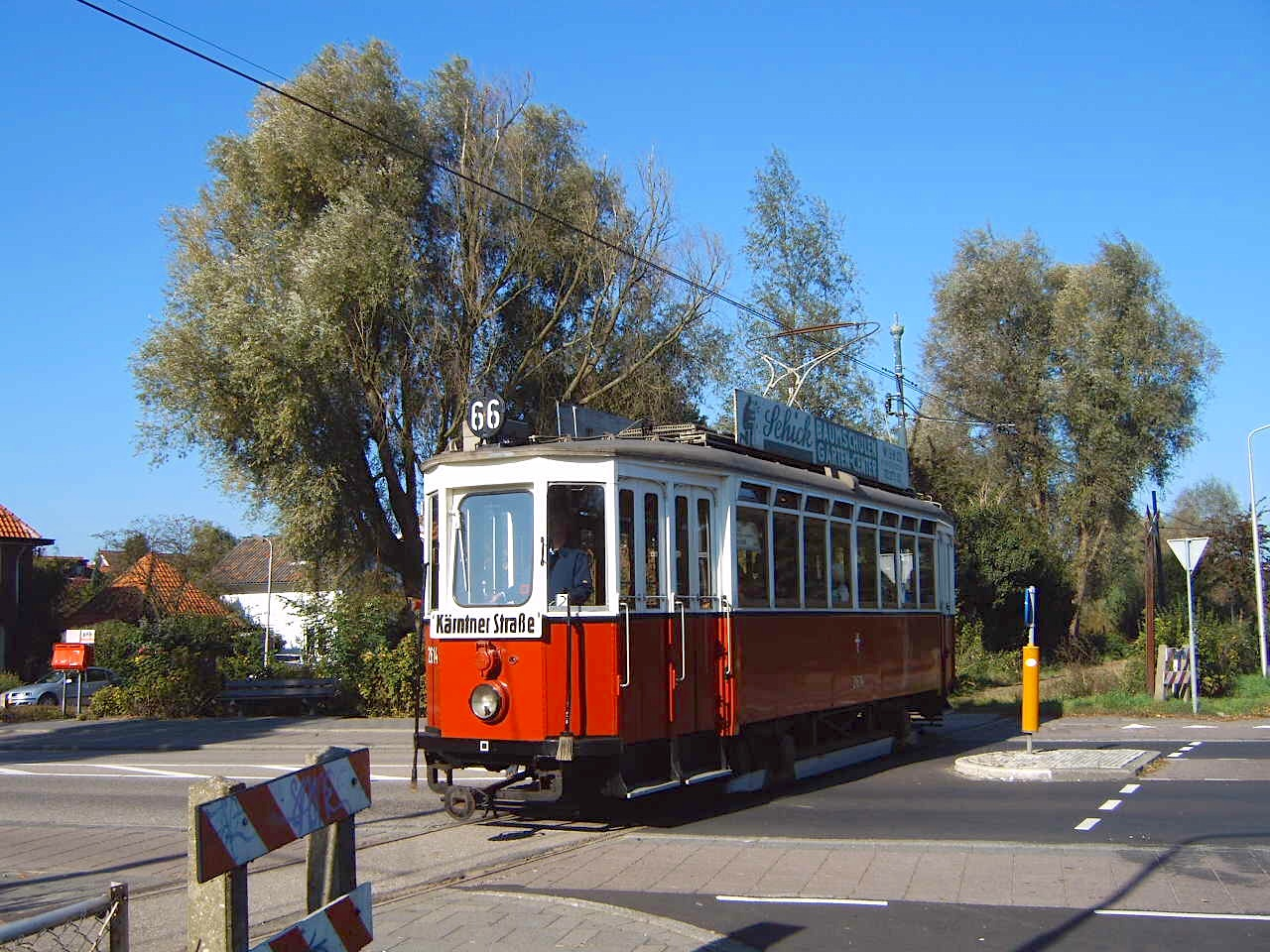
Weense motorwagen 2614 in Amstelveen.
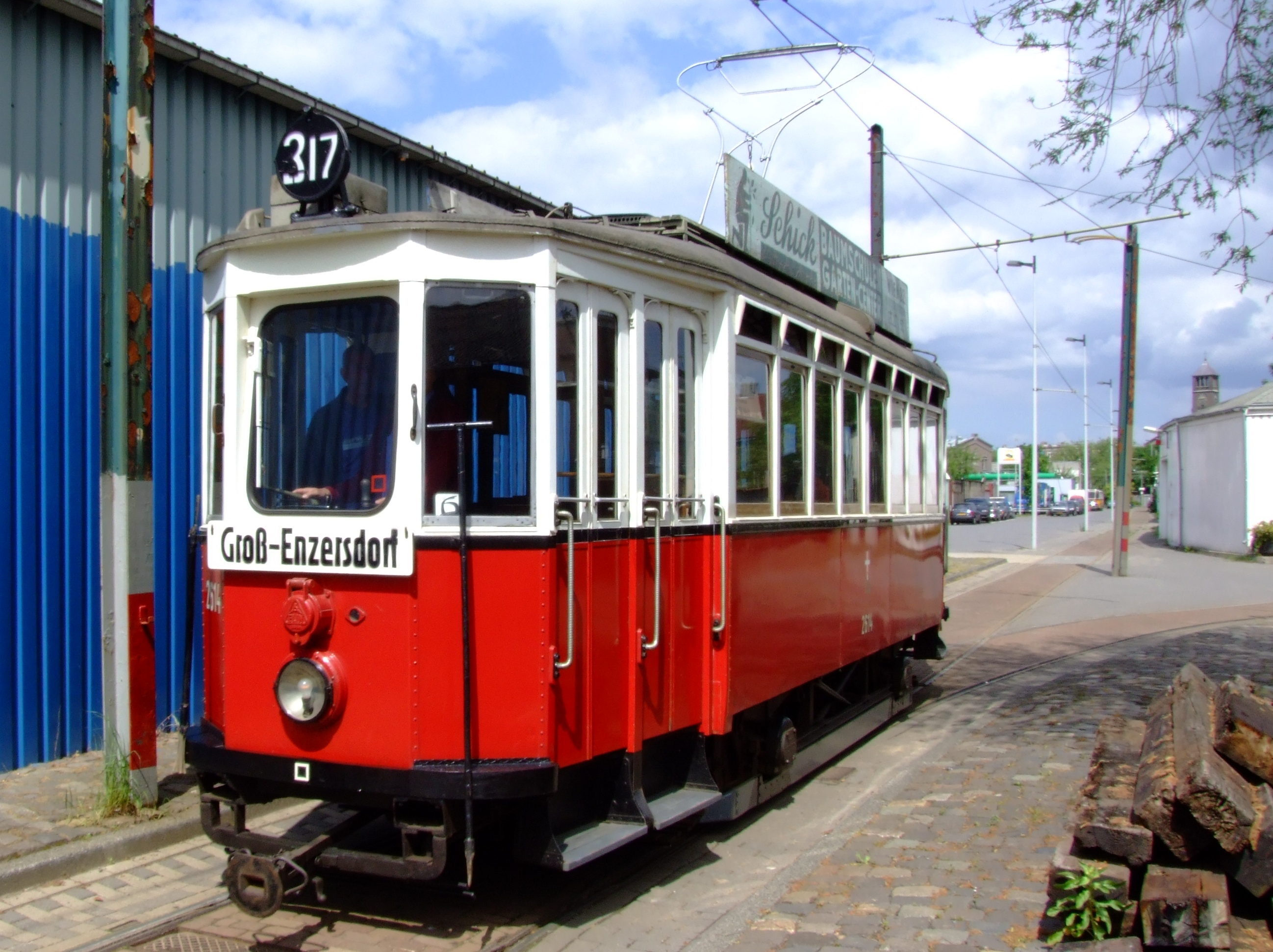
Weense motorwagen 2614 bij de Remise Karperweg.
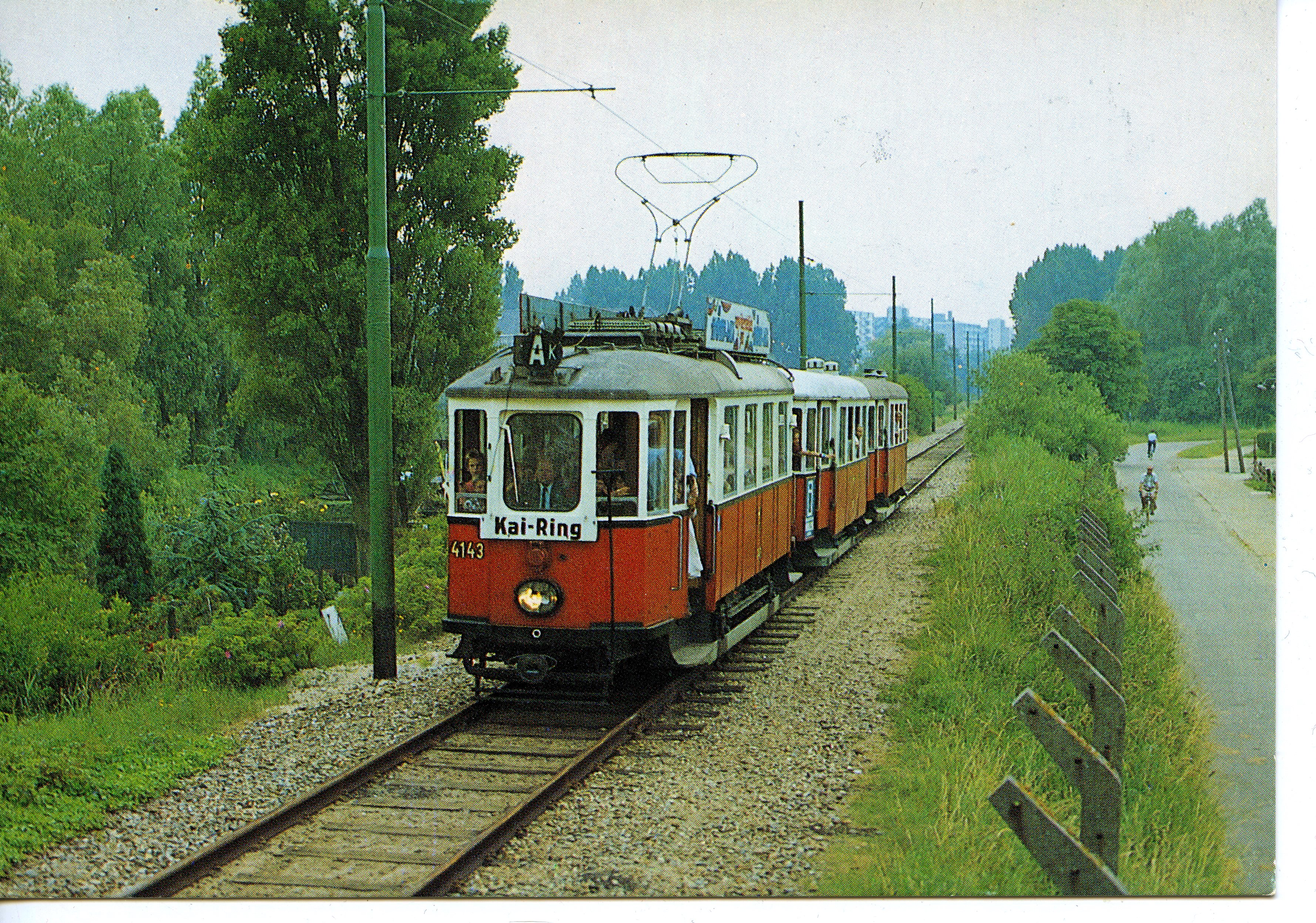
WVB 4143+5290+5312 op de Museumtramlijn bij de IJssloot; 27 mei 1981.
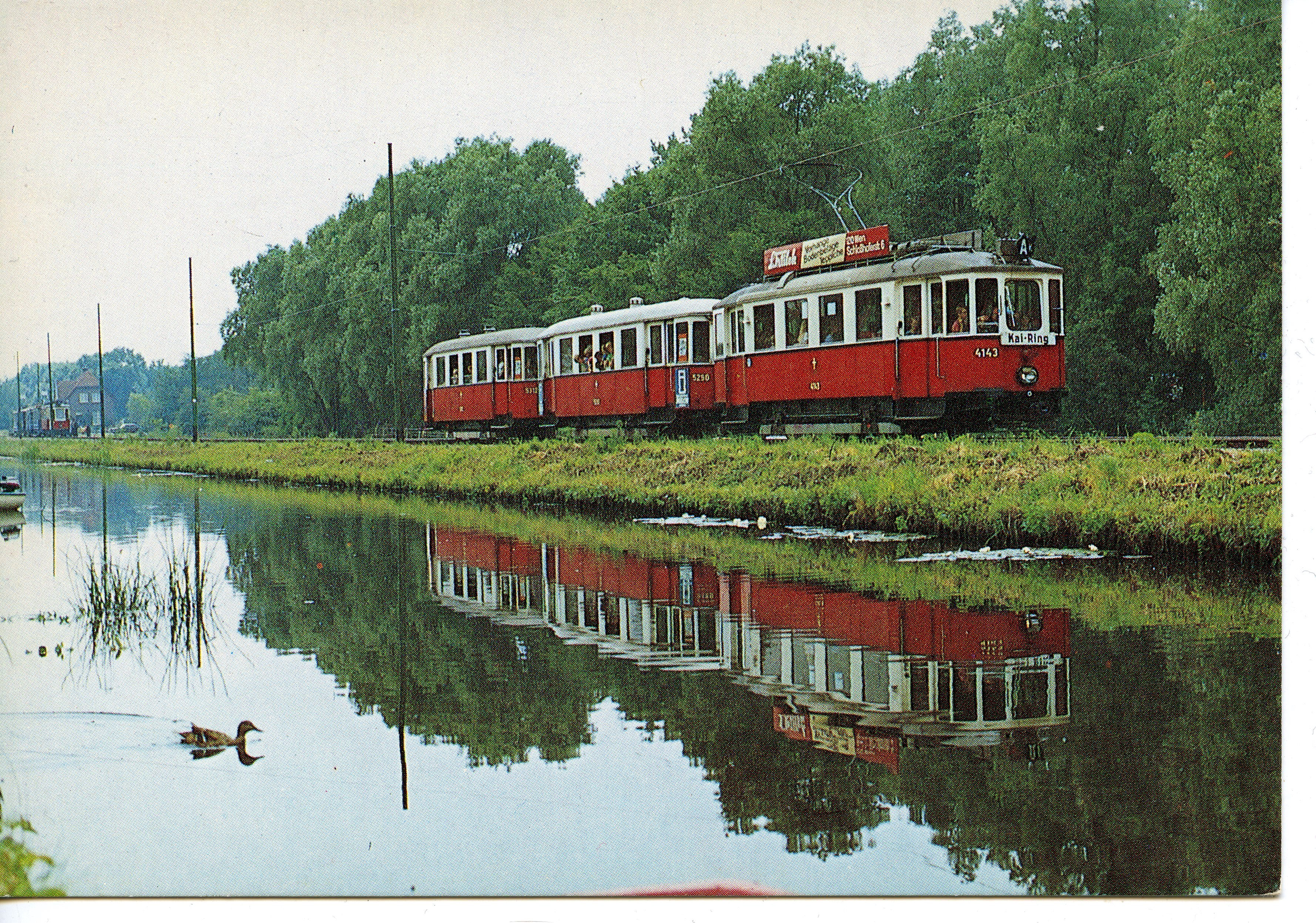
WVB 4143+5290+5312 op de Museumtramlijn bij de Kalfjeslaan; 27 mei 1981.
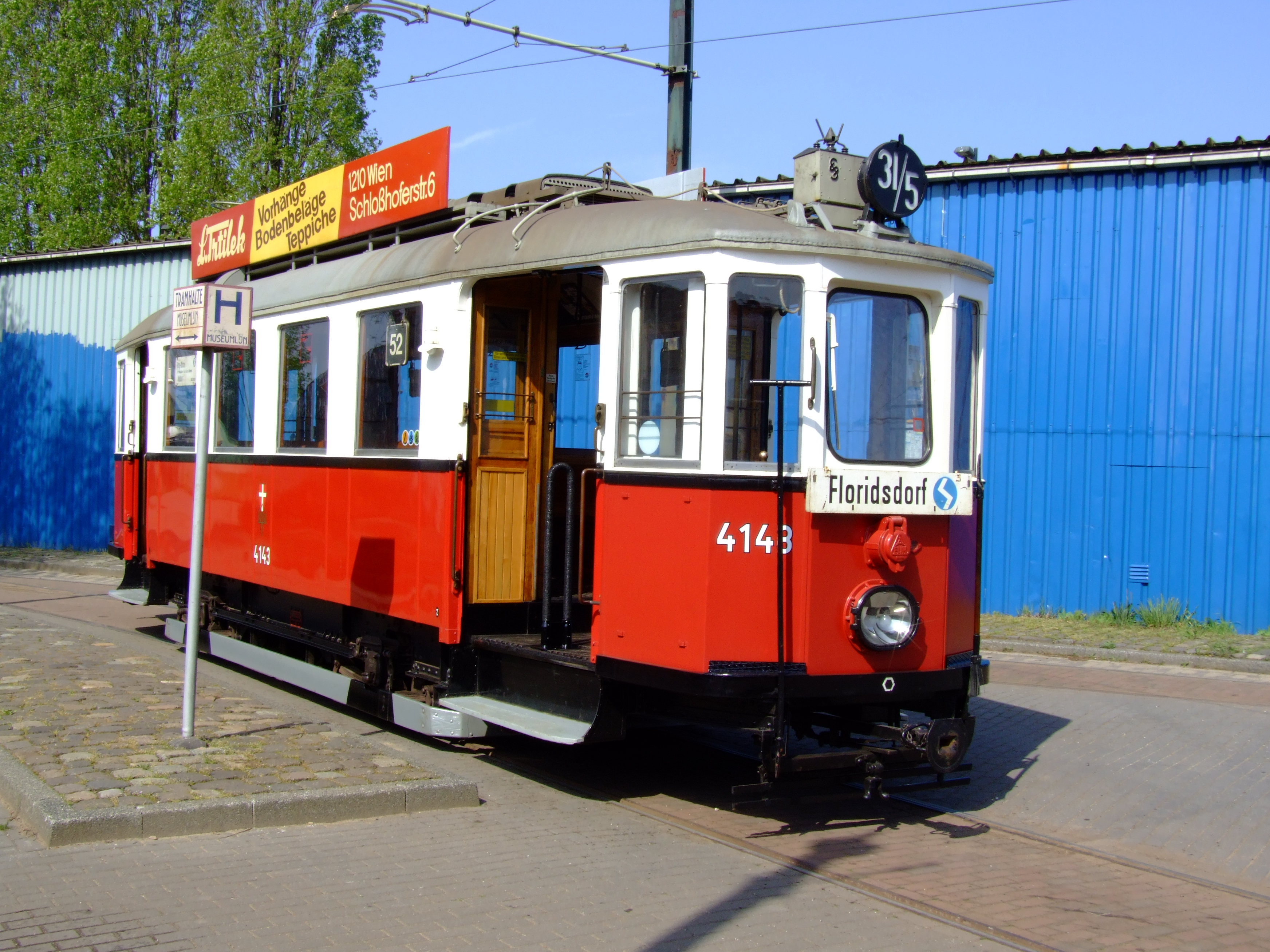
Weense motorwagen 4143 bij de Remise Karperweg.
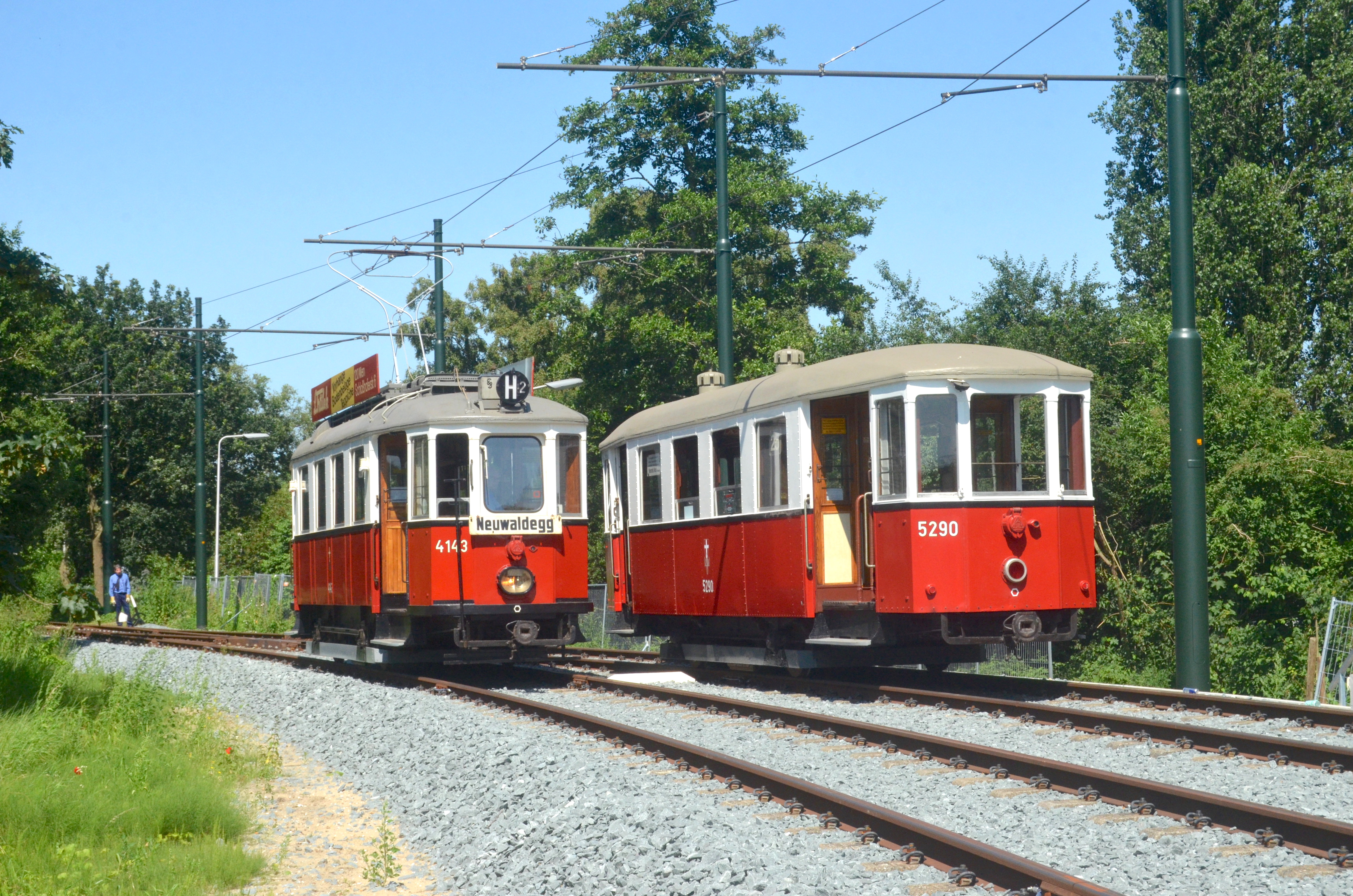
WVB 4143 en 5290 bij de Parklaan (wisselplaats) te Amstelveen.
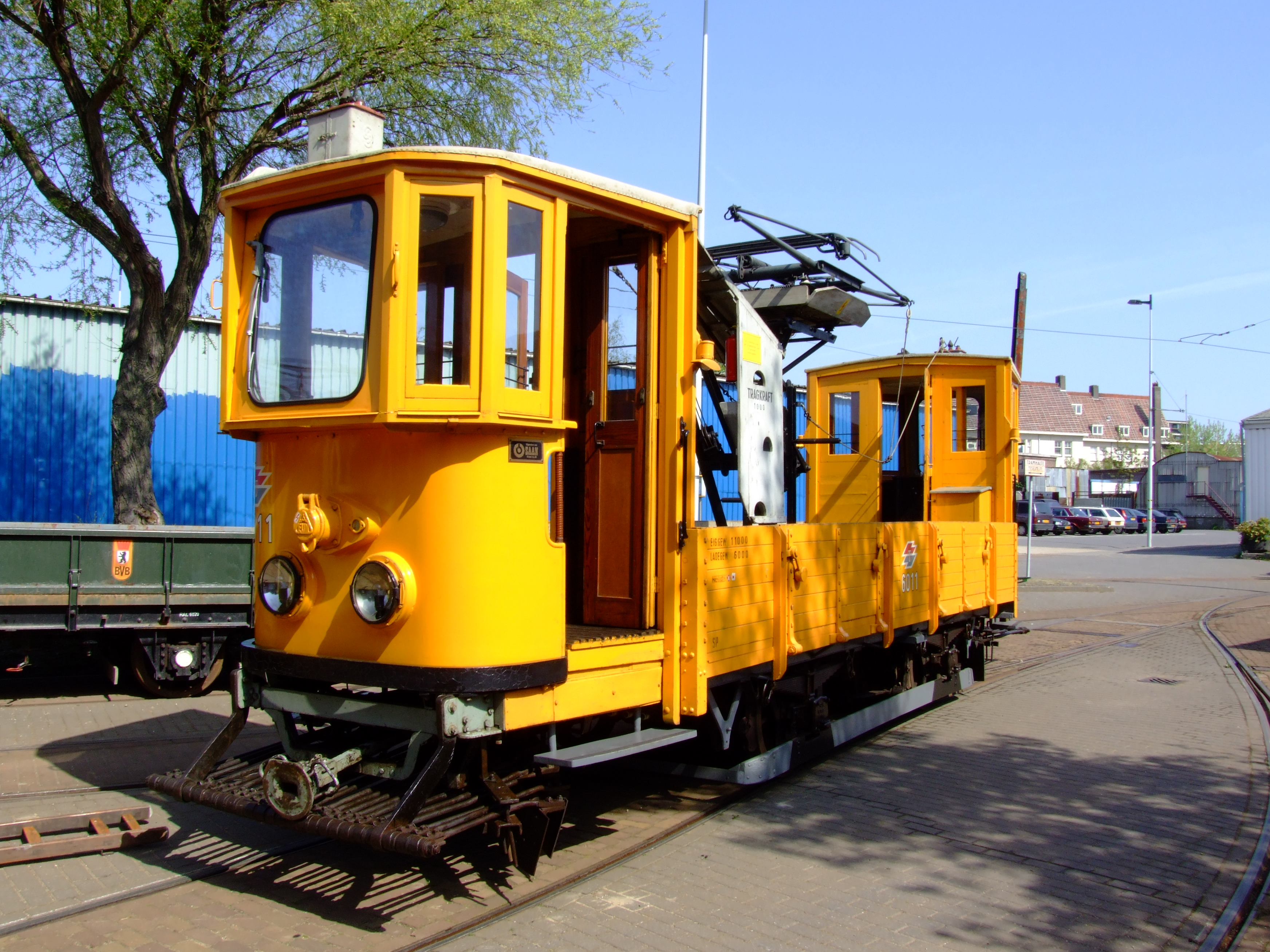
Weense motorwagen 6011 (kraanmotorwagen) bij de Remise Karperweg.
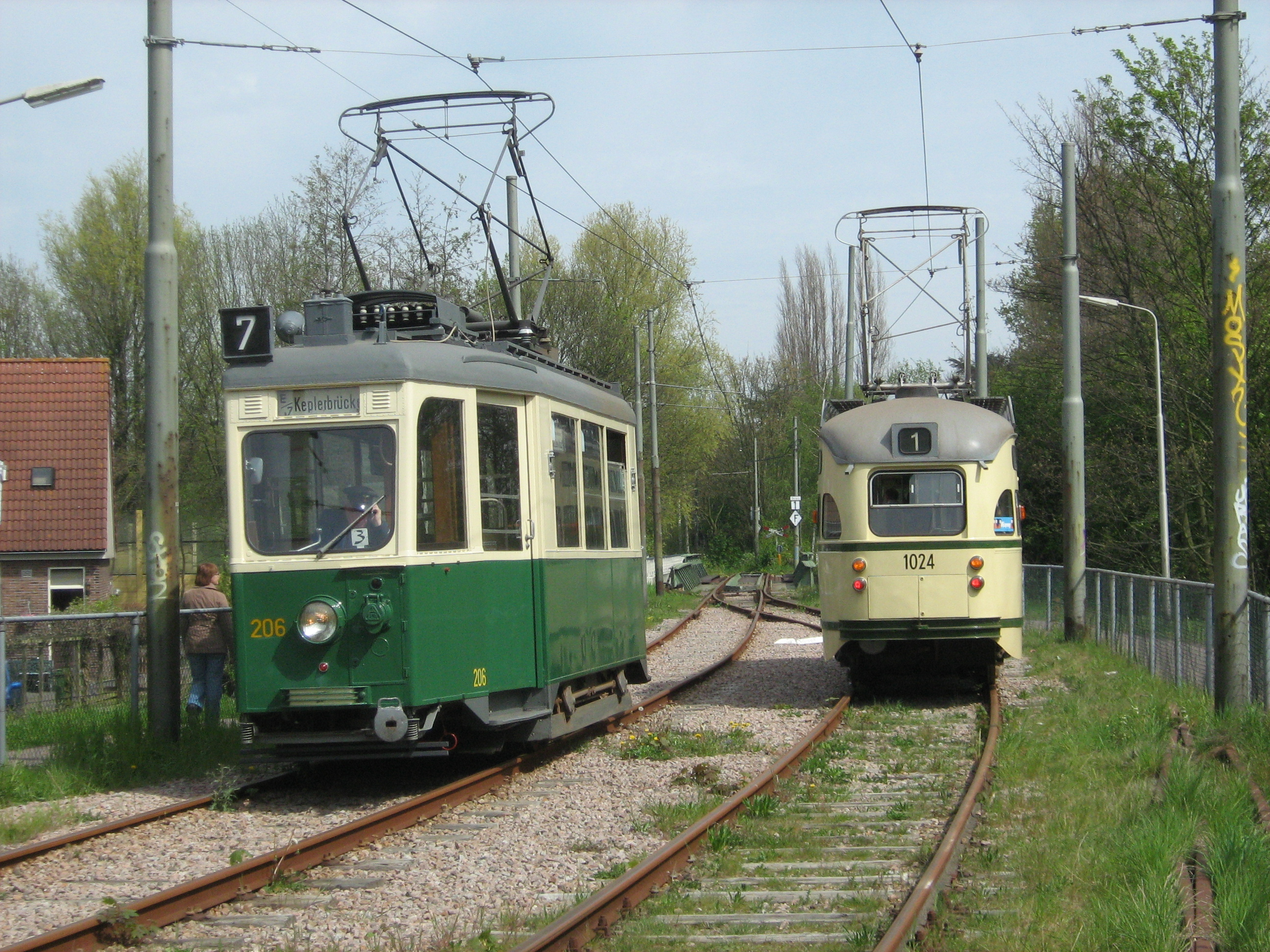
Grazer motorwagen 206 en de Haagse Haagse PCC-car 1024 bij het Station Amstelveen.
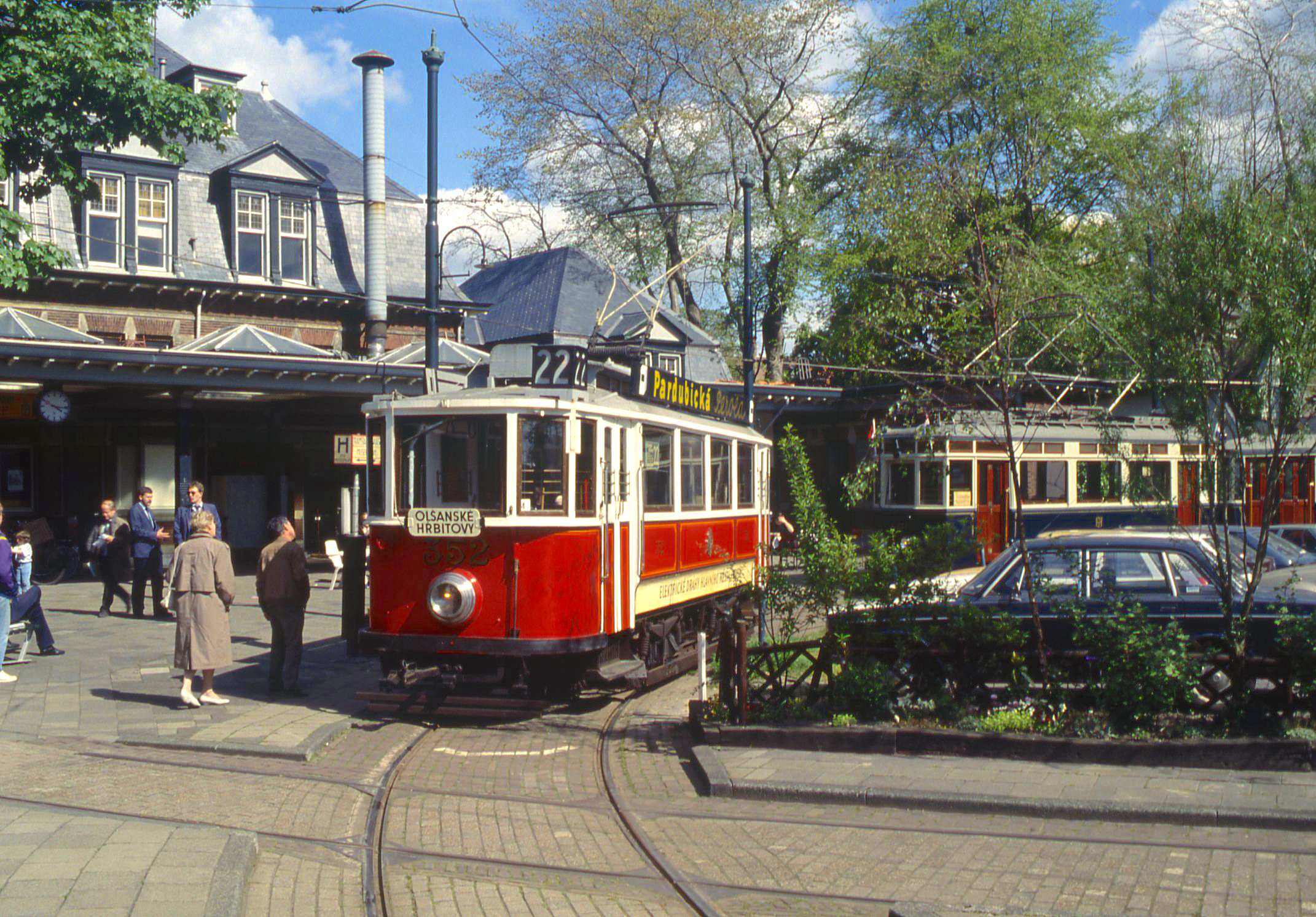
Praagse motorwagen 352 bij het Haarlemmermeerstation.

### Enkele beelden uit de begintijd (1 juni 1976)

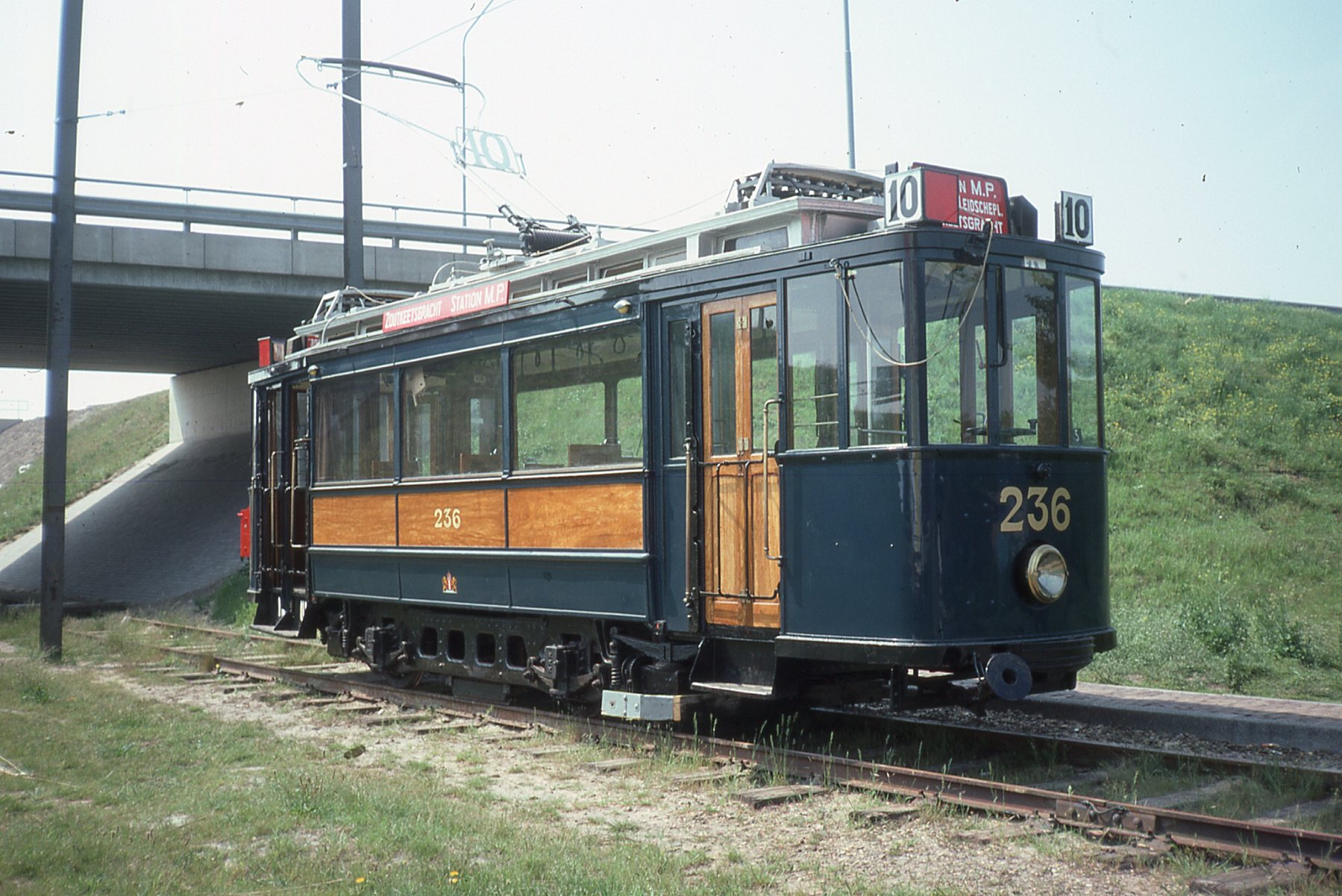
De Amsterdamse motorwagen 236 bij het eindpunt Ringweg (1975-1979).
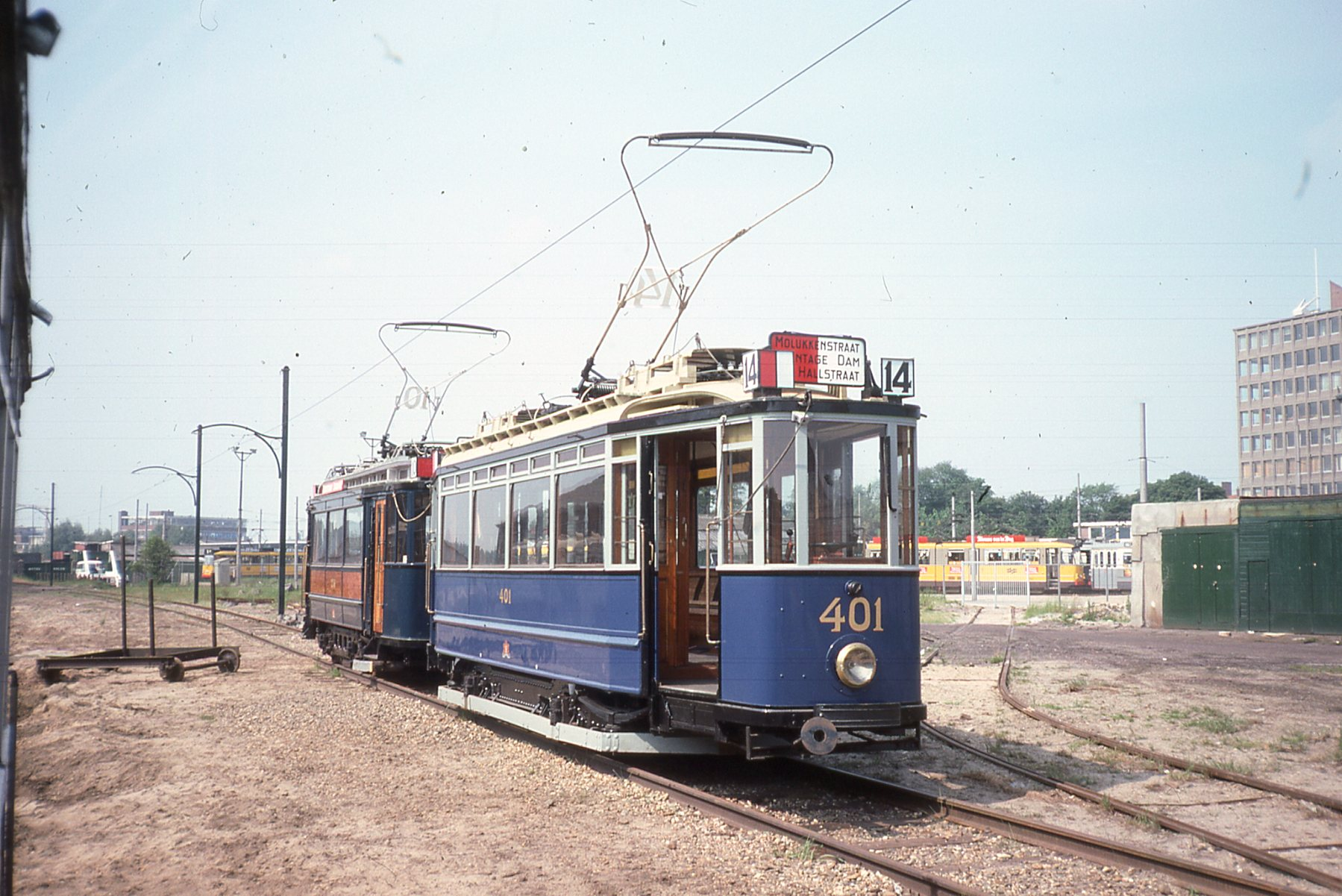
De Amsterdamse motorwagens 401 en 236 bij de Remise Karperweg, rechts het spoor naar de Remise Havenstraat.
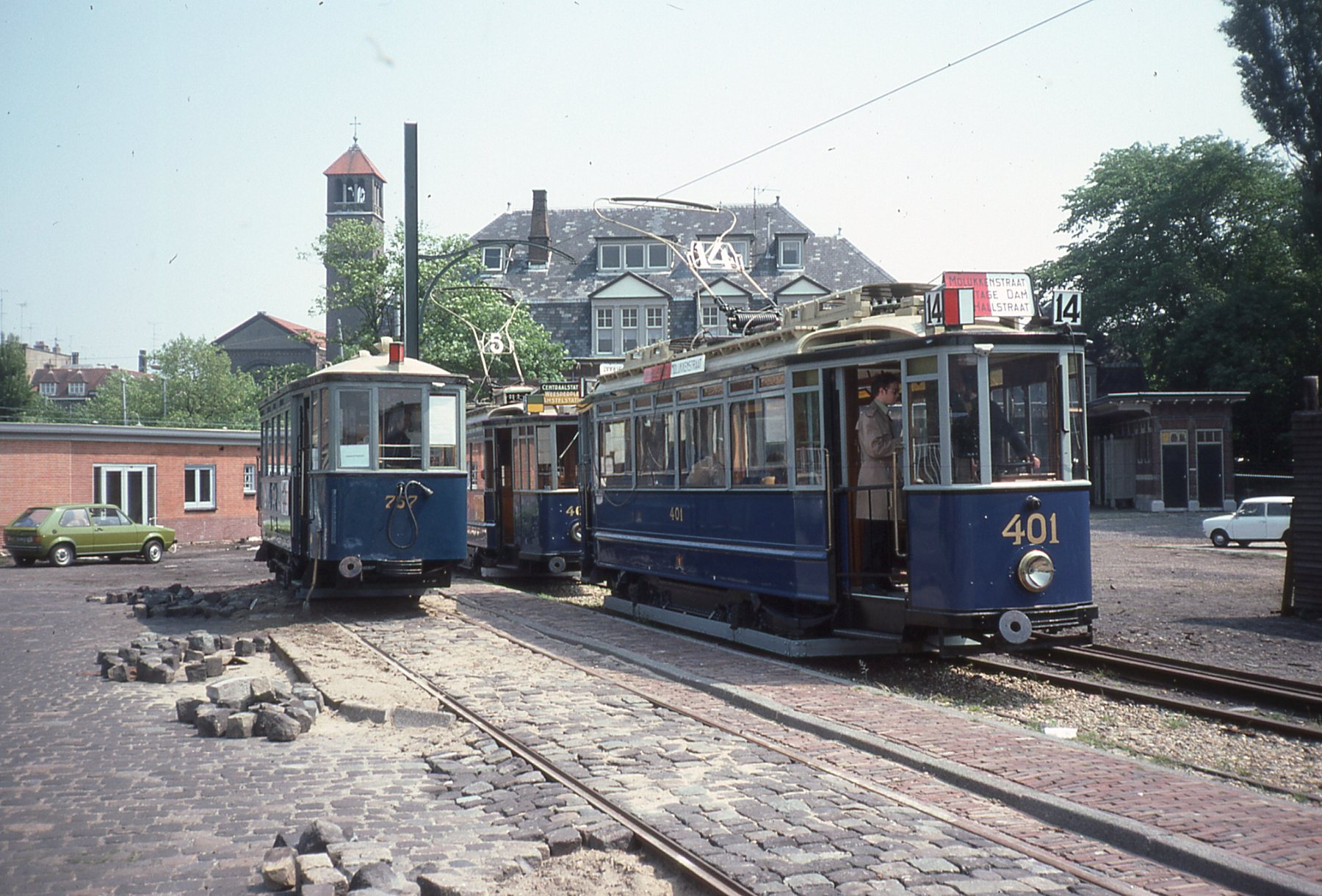
De Amsterdamse motorwagens 401 en 465 en bijwagen 757 bij het Haarlemmermeerstation.
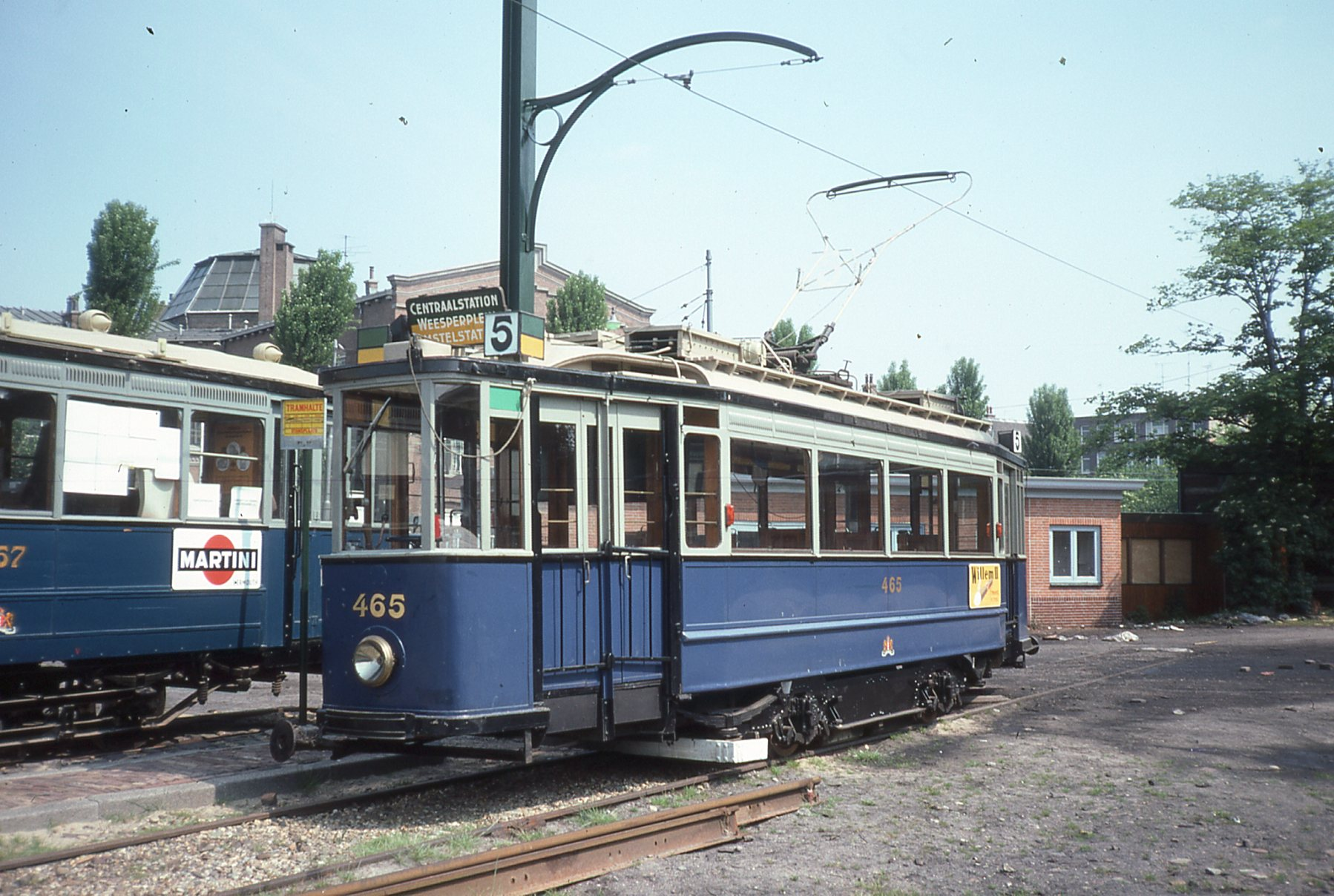
De Amsterdamse motorwagen 465 en bijwagen 757 bij het Haarlemmermeerstation.
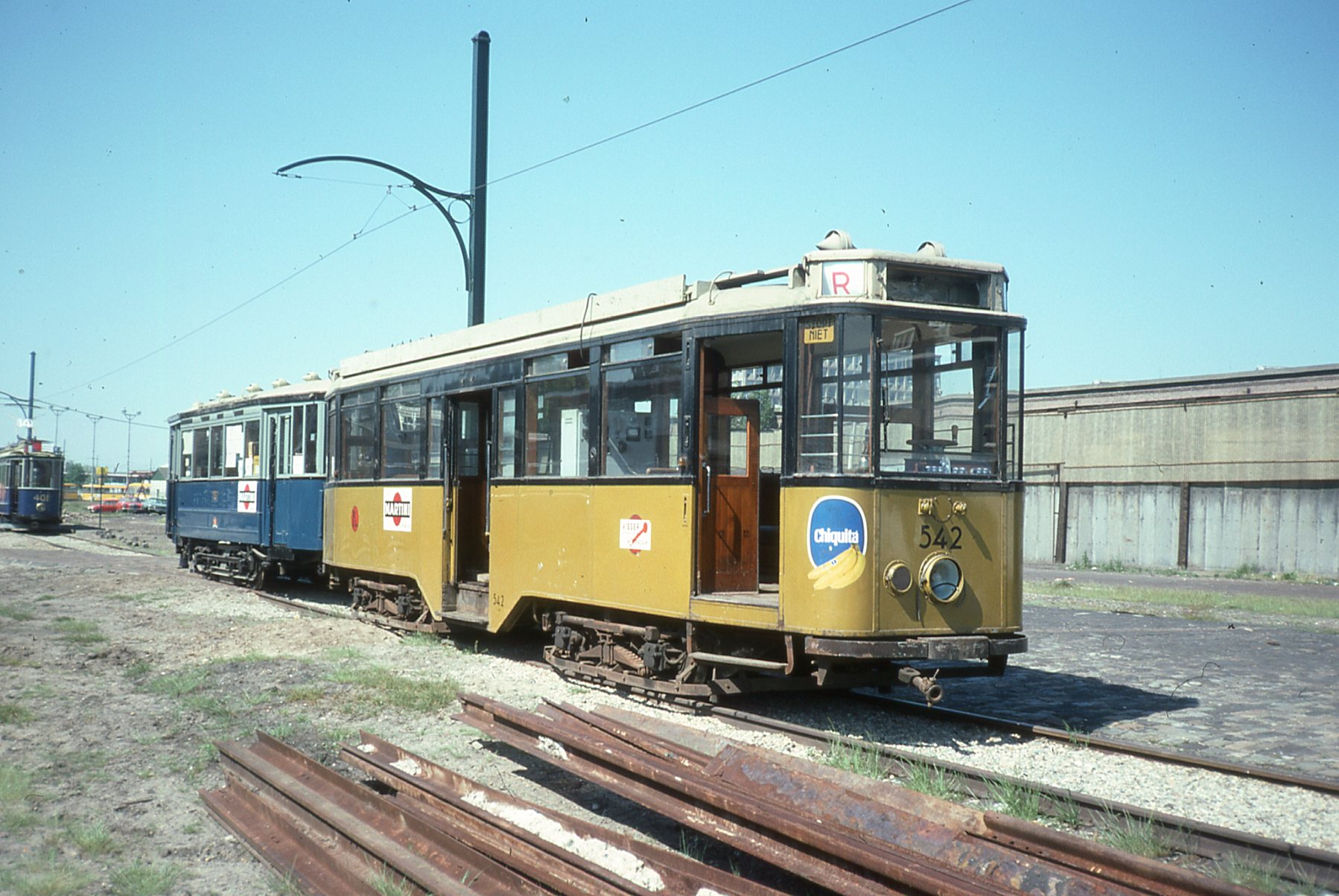
De Rotterdamse dieselelektrische rangeermotorwagen 542 en bijwagen GVB 757 bij de Remise Karperweg.
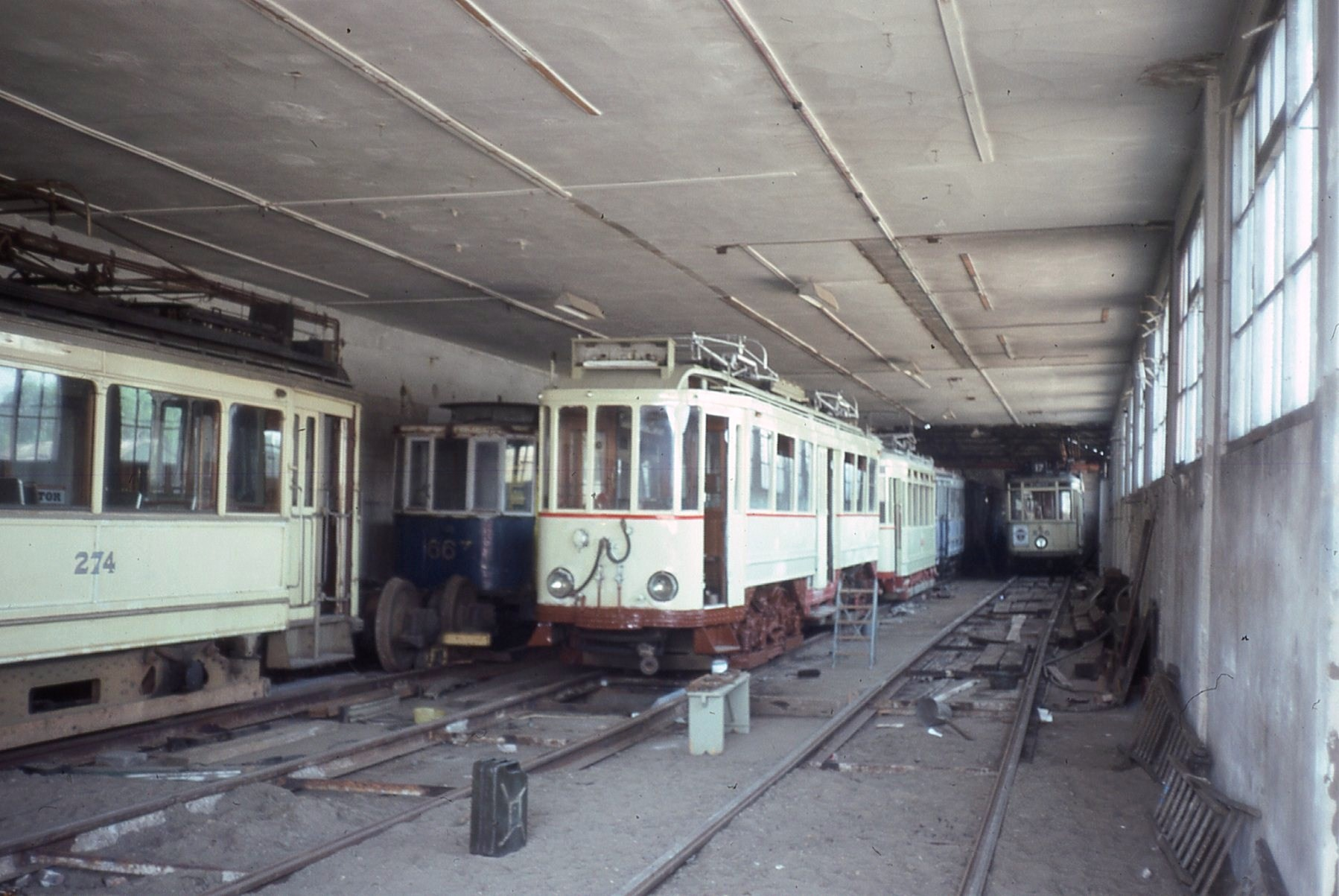
De Haagse motorwagens 274, 58, 824 en 826 in de Remise Karperweg.
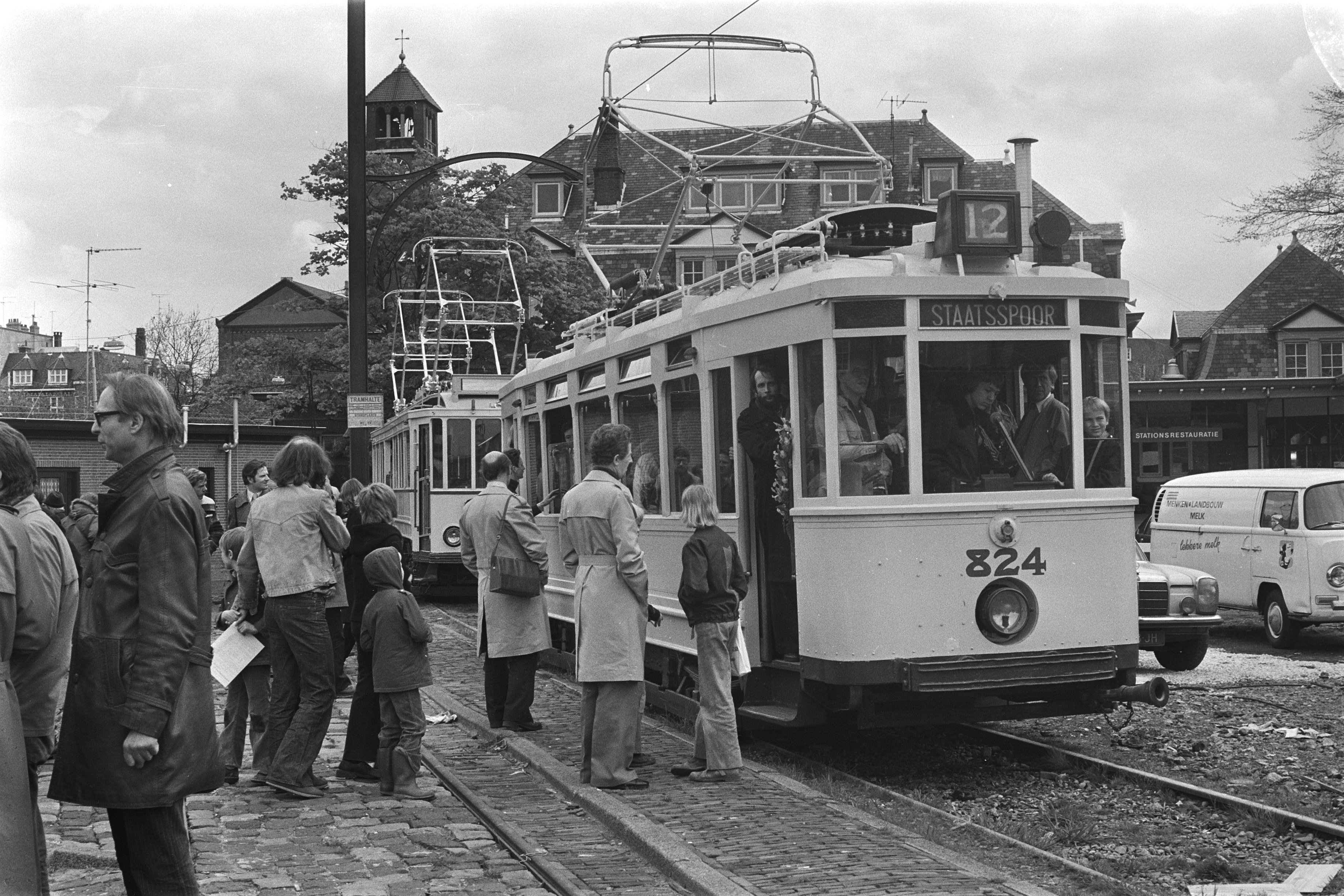
De Haagse motorwagens 824 en 58 bij het Haarlemmermeerstation; 14 mei 1977.